# Skisprung-Weltcup 2023/24
Der Skisprung-Weltcup 2023/24 war die wichtigste vom Weltskiverband FIS ausgetragene Wettkampfserie im Skispringen. Der Weltcup der Herren begann am 25. November 2023 und endete am 24. März 2024; der Weltcup der Damen begann am 2. Dezember 2023 und endete am 21. März 2024. Die Wettkampfserie des Herren-Weltcups wurde dabei vom 26. bis 28. Januar 2024 durch die Skiflug-Weltmeisterschaft 2024 unterbrochen.
Zum ersten Mal seit der Saison 2019/20 wurde kein Mixed-Teamspringen ausgetragen. Hingegen waren für die Herren drei und für die Damen ein Super-Teamspringen geplant, bei denen jeweils zwei Personen pro Nation antreten und dabei je drei Sprünge absolvieren. Außerdem waren für die Damen erstmals zwei Skiflugwettbewerbe vorgesehen, wovon allerdings aufgrund des Wetters nur einer stattfand.

## Herren

### Weltcup-Übersicht
Der vorläufige Weltcup-Kalender für die Saison 2023/24 wurde Mitte April 2023 vorgestellt und am 5. Mai 2023 vom zuständigen FIS-Gremium bestätigt. Im Gegensatz zum Vorjahr startete die Saison wieder am letzten Novemberwochenende und endet im späten März.
Im Anschluss an die traditionelle Vierschanzentournee wird es erstmals eine polnische Tour geben, bei dem in einer Woche fünf Springen in Wisła, Szczyrk und Zakopane stattfinden sollen. Die Skalite-Normalschanze in Szczyrk ist erstmals im Weltcup vertreten.
Ende Januar fand die Skiflug-WM am Kulm statt.
Nachdem man zuletzt wegen Umbauarbeiten für die Nordischen Skiweltmeisterschaften 2025 pausieren musste, gab es 2024 wieder zwei Wettbewerbe im Granåsen-Sprungstadion in Trondheim. Lillehammer ist nicht Teil der Raw Air, dort fand aber Anfang Dezember ein Weltcup zusammen mit den Damen statt.
Nachdem Lake Placid Anfang 2023 nur als Ersatz für Iron Mountain genutzt wurde, ist der Standort 2024 von vornherein eingeplant.
| Datum                                                                      | Austragungsort             | Schanze                            | Bemerkung                  | Sieger | Zweiter | Dritter | Gelbes Trikot |
| -------------------------------------------------------------------------- | -------------------------- | ---------------------------------- | -------------------------- | --- | --- | --- | ------------- |
| 25.11.2023                                                                 | Kuusamo                    | Rukatunturi-Schanze HS142          | Nacht                      | Stefan Kraft | Pius Paschke | Stephan Leyhe | Stefan Kraft  |
| 26.11.2023                                                                 | Kuusamo                    | Rukatunturi-Schanze HS142          | Nacht                      | Stefan Kraft | Jan Hörl | Andreas Wellinger | Stefan Kraft  |
| 02.12.2023                                                                 | Lillehammer                | Lysgårdsbakken HS98                | Nacht                      | Stefan Kraft | Andreas Wellinger | Daniel Tschofenig | Stefan Kraft  |
| 03.12.2023                                                                 | Lillehammer                | Lysgårdsbakken HS140               | Nacht                      | Stefan Kraft | Andreas Wellinger | Jan Hörl | Stefan Kraft  |
| 09.12.2023                                                                 | Klingenthal                | Vogtland Arena HS140               | Nacht                      | Karl Geiger | Stefan Kraft | Ryōyū Kobayashi | Stefan Kraft  |
| 10.12.2023                                                                 | Klingenthal                | Vogtland Arena HS140               | Nacht                      | Karl Geiger | Gregor Deschwanden | Andreas Wellinger | Stefan Kraft  |
| 16.12.2023                                                                 | Engelberg                  | Gross-Titlis-Schanze HS140         | Nacht                      | Pius Paschke | Marius Lindvik | Stefan Kraft | Stefan Kraft  |
| 17.12.2023                                                                 | Engelberg                  | Gross-Titlis-Schanze HS140         | Nacht                      | Stefan Kraft | Jan Hörl | Pius Paschke | Stefan Kraft  |
| 72. Vierschanzentournee                                                    |                            |                                    |                            | | | | Stefan Kraft  |
| 29.12.2023                                                                 | Oberstdorf                 | Große Schattenbergschanze HS137    | Nacht                      | Andreas Wellinger | Ryōyū Kobayashi | Stefan Kraft | Stefan Kraft  |
| 01.01.2024                                                                 | Garmisch-Partenkirchen     | Große Olympiaschanze HS142         |                            | Anže Lanišek | Ryōyū Kobayashi | Andreas Wellinger | Stefan Kraft  |
| 03.01.2024                                                                 | Innsbruck                  | Bergiselschanze HS128              |                            | Jan Hörl | Ryōyū Kobayashi | Michael Hayböck | Stefan Kraft  |
| 06.01.2024                                                                 | Bischofshofen              | Paul-Außerleitner-Schanze HS142    | Nacht                      | Stefan Kraft | Ryōyū Kobayashi | Anže Lanišek | Stefan Kraft  |
| Tournee-Gesamtwertung:                                                     | Tournee-Gesamtwertung:     | Tournee-Gesamtwertung:             | Tournee-Gesamtwertung:     | Ryōyū Kobayashi | Andreas Wellinger | Stefan Kraft | Stefan Kraft  |
| 1. PolSKI-Tour                                                             |                            |                                    |                            | | | | Stefan Kraft  |
| 13.01.2024                                                                 | Wisła                      | Malinka HS134                      | Super Team Nacht           | SlowenienLovro Kos Anže Lanišek                                                                                                  | ÖsterreichManuel Fettner Jan Hörl                                                                                                | DeutschlandStephan Leyhe Andreas Wellinger                                                                                       | Stefan Kraft  |
| 14.01.2024                                                                 | Wisła                      | Malinka HS134                      | Nacht                      | Ryōyū Kobayashi | Stefan Kraft | Andreas Wellinger | Stefan Kraft  |
| 17.01.2024                                                                 | Szczyrk                    | Skalite-Schanzen HS104             | Nacht                      | Wettkampf aufgrund starken Windes nach 40 von 50 Springern abgebrochen. Der Wettkampf wurde am 1. März 2024 in Lahti nachgeholt. | Wettkampf aufgrund starken Windes nach 40 von 50 Springern abgebrochen. Der Wettkampf wurde am 1. März 2024 in Lahti nachgeholt. | Wettkampf aufgrund starken Windes nach 40 von 50 Springern abgebrochen. Der Wettkampf wurde am 1. März 2024 in Lahti nachgeholt. | Stefan Kraft  |
| 20.01.2024                                                                 | Zakopane                   | Wielka Krokiew HS140               | Team Nacht                 | ÖsterreichMichael Hayböck Manuel Fettner Jan Hörl Stefan Kraft                                                                   | SlowenienLovro Kos Domen Prevc Peter Prevc Anže Lanišek                                                                          | DeutschlandPius Paschke Karl Geiger Stephan Leyhe Andreas Wellinger                                                              | Stefan Kraft  |
| 21.01.2024                                                                 | Zakopane                   | Wielka Krokiew HS140               | Nacht                      | Stefan Kraft | Andreas Wellinger | Anže Lanišek | Stefan Kraft  |
| PolSKI-Tour-Gesamtwertung:                                                 | PolSKI-Tour-Gesamtwertung: | PolSKI-Tour-Gesamtwertung:         | PolSKI-Tour-Gesamtwertung: | Österreich | Slowenien | Deutschland | Stefan Kraft  |
| 26. bis 28. Januar 2024: Skiflug-Weltmeisterschaft 2024 in Bad Mitterndorf |                            |                                    |                            | | | | Stefan Kraft  |
| 03.02.2024                                                                 | Willingen                  | Mühlenkopfschanze HS147            | Nacht                      | Johann André Forfang | Ryōyū Kobayashi | Kristoffer Eriksen Sundal | Stefan Kraft  |
| 04.02.2024                                                                 | Willingen                  | Mühlenkopfschanze HS147            | Nacht                      | Andreas Wellinger | Ryōyū Kobayashi | Gregor Deschwanden | Stefan Kraft  |
| 10.02.2024                                                                 | Lake Placid                | Große Olympiaschanze HS128         |                            | Lovro Kos | Ryōyū Kobayashi | Marius Lindvik | Stefan Kraft  |
| 10.02.2024                                                                 | Lake Placid                | Große Olympiaschanze HS128         | Super Team                 | ÖsterreichMichael Hayböck Stefan Kraft                                                                                           | DeutschlandPhilipp Raimund Andreas Wellinger                                                                                     | NorwegenMarius Lindvik Johann André Forfang                                                                                      | Stefan Kraft  |
| 11.02.2024                                                                 | Lake Placid                | Große Olympiaschanze HS128         |                            | Stefan Kraft | Philipp Raimund Lovro Kos | | Stefan Kraft  |
| 17.02.2024                                                                 | Sapporo                    | Ōkurayama-Schanze HS137            | Nacht                      | Stefan Kraft | Ryōyū Kobayashi | Andreas Wellinger | Stefan Kraft  |
| 18.02.2024                                                                 | Sapporo                    | Ōkurayama-Schanze HS137            |                            | Domen Prevc | Ryōyū Kobayashi | Kristoffer Eriksen Sundal | Stefan Kraft  |
| 23.02.2024                                                                 | Oberstdorf                 | Heini-Klopfer-Skiflugschanze HS235 | Skifliegen Super Team      | SlowenienTimi Zajc Domen Prevc                                                                                                   | NorwegenKristoffer Eriksen Sundal Johann André Forfang                                                                           | ÖsterreichMichael Hayböck Stefan Kraft                                                                                           | Stefan Kraft  |
| 24.02.2024                                                                 | Oberstdorf                 | Heini-Klopfer-Skiflugschanze HS235 | Skifliegen                 | Timi Zajc | Peter Prevc | Stefan Kraft | Stefan Kraft  |
| 25.02.2024                                                                 | Oberstdorf                 | Heini-Klopfer-Skiflugschanze HS235 | Skifliegen                 | Stefan Kraft | Peter Prevc | Ryōyū Kobayashi | Stefan Kraft  |
| 01.03.2024                                                                 | Lahti                      | Salpausselkä-Schanze HS130         | Nacht                      | Lovro Kos | Andreas Wellinger | Ryōyū Kobayashi | Stefan Kraft  |
| 02.03.2024                                                                 | Lahti                      | Salpausselkä-Schanze HS130         | Team Nacht                 | NorwegenJohann André Forfang Halvor Egner Granerud Kristoffer Eriksen Sundal Marius Lindvik                                      | ÖsterreichDaniel Tschofenig Stephan Embacher Jan Hörl Stefan Kraft                                                               | DeutschlandPius Paschke Stephan Leyhe Philipp Raimund Andreas Wellinger                                                          | Stefan Kraft  |
| 03.03.2024                                                                 | Lahti                      | Salpausselkä-Schanze HS130         | Nacht                      | Jan Hörl | Peter Prevc | Aleksander Zniszczoł | Stefan Kraft  |
| 7. Raw Air                                                                 |                            |                                    |                            | | | | Stefan Kraft  |
| 09.03.2024                                                                 | Oslo                       | Holmenkollbakken HS134             |                            | Stefan Kraft | Kristoffer Eriksen Sundal | Jan Hörl | Stefan Kraft  |
| 10.03.2024                                                                 | Oslo                       | Holmenkollbakken HS134             |                            | Johann André Forfang | Ryōyū Kobayashi | Stefan Kraft | Stefan Kraft  |
| 12.03.2024                                                                 | Trondheim                  | Granåsen HS105                     |                            | Ryōyū Kobayashi | Peter Prevc | Jan Hörl | Stefan Kraft  |
| 13.03.2024                                                                 | Trondheim                  | Granåsen HS138                     |                            | Stefan Kraft | Daniel Tschofenig | Jan Hörl | Stefan Kraft  |
| 16.03.2024                                                                 | Vikersund                  | Vikersundbakken HS240              | Skifliegen                 | Wettkampf aufgrund unbeständiger Windverhältnisse abgesagt. Der Wettkampf wurde am 17. März 2024 nachgeholt.                     | Wettkampf aufgrund unbeständiger Windverhältnisse abgesagt. Der Wettkampf wurde am 17. März 2024 nachgeholt.                     | Wettkampf aufgrund unbeständiger Windverhältnisse abgesagt. Der Wettkampf wurde am 17. März 2024 nachgeholt.                     | Stefan Kraft  |
| 17.03.2024                                                                 | Vikersund                  | Vikersundbakken HS240              | Skifliegen                 | Stefan Kraft | Daniel Huber | Domen Prevc | Stefan Kraft  |
| 17.03.2024                                                                 | Vikersund                  | Vikersundbakken HS240              | Skifliegen                 | Daniel Huber | Stefan Kraft | Timi Zajc | Stefan Kraft  |
| Raw-Air-Gesamtwertung:                                                     | Raw-Air-Gesamtwertung:     | Raw-Air-Gesamtwertung:             | Raw-Air-Gesamtwertung:     | Stefan Kraft | Peter Prevc | Daniel Huber | Stefan Kraft  |
| 6. Planica 7                                                               |                            |                                    |                            | | | | Stefan Kraft  |
| 22.03.2024                                                                 | Planica                    | Letalnica bratov Gorišek HS240     | Skifliegen                 | Peter Prevc | Daniel Huber | Johann André Forfang | Stefan Kraft  |
| 23.03.2024                                                                 | Planica                    | Letalnica bratov Gorišek HS240     | Skifliegen Team            | ÖsterreichDaniel Tschofenig Michael Hayböck Stefan Kraft Daniel Huber                                                            | SlowenienLovro Kos Domen Prevc Timi Zajc Peter Prevc                                                                             | NorwegenRobert Johansson Benjamin Østvold Marius Lindvik Johann André Forfang                                                    | Stefan Kraft  |
| 24.03.2024                                                                 | Planica                    | Letalnica bratov Gorišek HS240     | Skifliegen                 | Daniel Huber | Domen Prevc | Aleksander Zniszczoł | Stefan Kraft  |
| Planica-7-Gesamtwertung:                                                   | Planica-7-Gesamtwertung:   | Planica-7-Gesamtwertung:           | Planica-7-Gesamtwertung:   | Daniel Huber | Peter Prevc | Johann André Forfang | Stefan Kraft  |

### Wertungen
| Rang | Name                      | Punkte |
| ---- | ------------------------- | ------ |
| 01.  | Stefan Kraft              | 2149   |
| 02.  | Ryōyū Kobayashi           | 1673   |
| 03.  | Andreas Wellinger         | 1488   |
| 04.  | Jan Hörl                  | 1140   |
| 05.  | Peter Prevc               | 1071   |
| 06.  | Michael Hayböck           | 0882   |
| 07.  | Johann André Forfang      | 0867   |
| 08.  | Marius Lindvik            | 0854   |
| 09.  | Lovro Kos                 | 0792   |
| 10.  | Pius Paschke              | 0778   |
| 11.  | Daniel Tschofenig         | 0747   |
| 12.  | Manuel Fettner            | 0703   |
| 13.  | Domen Prevc               | 0663   |
| 14.  | Anže Lanišek              | 0661   |
| 15.  | Daniel Huber              | 0647   |
| 16.  | Timi Zajc                 | 0640   |
| 17.  | Karl Geiger               | 0623   |
| 18.  | Gregor Deschwanden        | 0552   |
| 19.  | Aleksander Zniszczoł      | 0524   |
| 20.  | Philipp Raimund           | 0461   |
| 21.  | Kristoffer Eriksen Sundal | 0458   |
| 22.  | Ren Nikaidō               | 0449   |

| Rang | Name                  | Punkte |
| ---- | --------------------- | ------ |
| 23.  | Stephan Leyhe         | 0425   |
| 24.  | Halvor Egner Granerud | 0409   |
| 25.  | Piotr Żyła            | 0292   |
| 26.  | Kamil Stoch           | 0256   |
| 27.  | Alex Insam            | 0215   |
| 28.  | Dawid Kubacki         | 0213   |
| 29.  | Robert Johansson      | 0195   |
| 30.  | Niko Kytösaho         | 0189   |
| 31.  | Giovanni Bresadola    | 0175   |
| 32.  | Clemens Aigner        | 0165   |
| 33.  | Roman Koudelka        | 0163   |
| 34.  | Junshirō Kobayashi    | 0143   |
| 35.  | Erik Belshaw          | 0137   |
| 36.  | Benjamin Østvold      | 0131   |
| 37.  | Wladimir Sografski    | 0093   |
| 38.  | Daniel-André Tande    | 0090   |
| 39.  | Stephan Embacher      | 0086   |
| 40.  | Antti Aalto           | 0085   |
| 41.  | Killian Peier         | 0079   |
| 42.  | Tate Frantz           | 0071   |
| 43.  | Artti Aigro           | 0066   |
| 44.  | Martin Hamann         | 0059   |
| 45.  | Jewhen Marussjak      | 0057   |

| Rang | Name                   | Punkte |
| ---- | ---------------------- | ------ |
| 46.  | Felix Hoffmann         | 0049   |
| 47.  | Sindre Ulven Jørgensen | 0042   |
|      | Paweł Wąsek            | 0042   |
| 49.  | Constantin Schmid      | 0039   |
| 50.  | Remo Imhof             | 0030   |
| 51.  | Žak Mogel              | 0028   |
| 52.  | Simon Ammann           | 0027   |
| 53.  | Robin Pedersen         | 0024   |
|      | Eetu Nousiainen        | 0024   |
| 55.  | Maciej Kot             | 0021   |
| 56.  | Naoki Nakamura         | 0015   |
| 57.  | Kasperi Valto          | 0012   |
| 58.  | Maksim Bartolj         | 0010   |
|      | Fredrik Villumstad     | 0010   |
|      | Noriaki Kasai          | 0010   |
| 61.  | Valentin Foubert       | 0008   |
| 62.  | Žiga Jelar             | 0007   |
| 63.  | Andrew Urlaub          | 0004   |
| 64.  | Fatih Arda İpcioğlu    | 0003   |
|      | Keiichi Satō           | 0003   |
|      | Andrea Campregher      | 0003   |
| 67.  | Taku Takeuchi          | 0002   |

| Rang | Name                  | Punkte |
| ---- | --------------------- | ------ |
| 01.  | Daniel Huber          | 429    |
| 02.  | Stefan Kraft          | 426    |
| 03.  | Peter Prevc           | 382    |
| 04.  | Timi Zajc             | 296    |
| 05.  | Domen Prevc           | 270    |
| 06.  | Ryōyū Kobayashi       | 189    |
| 07.  | Andreas Wellinger     | 174    |
| 08.  | Johann André Forfang  | 172    |
| 09.  | Aleksander Zniszczoł  | 160    |
| 10.  | Michael Hayböck       | 157    |
| 11.  | Daniel Tschofenig     | 147    |
| 12.  | Marius Lindvik        | 122    |
| 13.  | Robert Johansson      | 109    |
| 14.  | Halvor Egner Granerud | 105    |
| 15.  | Manuel Fettner        | 103    |

| Rang | Name               | Punkte |
| ---- | ------------------ | ------ |
| 16.  | Lovro Kos          | 099    |
| 17.  | Kamil Stoch        | 094    |
| 18.  | Pius Paschke       | 093    |
| 19.  | Erik Belshaw       | 086    |
| 20.  | Piotr Żyła         | 079    |
| 21.  | Ren Nikaidō        | 070    |
| 22.  | Alex Insam         | 061    |
| 23.  | Jewhen Marussjak   | 051    |
| 24.  | Gregor Deschwanden | 047    |
|      | Niko Kytösaho      | 047    |
|      | Giovanni Bresadola | 047    |
| 27.  | Philipp Raimund    | 045    |
| 28.  | Jan Hörl           | 034    |
| 29.  | Anže Lanišek       | 032    |
|      | Stephan Leyhe      | 032    |

| Rang | Name                      | Punkte |
| ---- | ------------------------- | ------ |
| 31.  | Karl Geiger               | 031    |
| 32.  | Junshirō Kobayashi        | 028    |
| 33.  | Kristoffer Eriksen Sundal | 021    |
| 34.  | Tate Frantz               | 015    |
| 35.  | Benjamin Østvold          | 013    |
| 36.  | Maksim Bartolj            | 010    |
| 37.  | Artti Aigro               | 009    |
| 38.  | Noriaki Kasai             | 006    |
| 39.  | Dawid Kubacki             | 005    |
| 40.  | Felix Hoffmann            | 004    |
|      | Žak Mogel                 | 004    |
| 42.  | Antti Aalto               | 003    |
| 43.  | Robin Pedersen            | 001    |

| Rang | Name        | Punkte |
| ---- | ----------- | ------ |
| 01.  | Österreich  | 8149   |
| 02.  | Slowenien   | 5142   |
| 03.  | Deutschland | 5022   |
| 04.  | Norwegen    | 4360   |
| 05.  | Japan       | 3275   |
| 06.  | Polen       | 2158   |

| Rang | Name               | Punkte |
| ---- | ------------------ | ------ |
| 07.  | Schweiz            | 0898   |
| 08.  | Italien            | 0633   |
| 09.  | Finnland           | 0590   |
| 10.  | Vereinigte Staaten | 0512   |
| 11.  | Tschechien         | 0163   |
| 12.  | Ukraine            | 0117   |

| Rang | Name       | Punkte |
| ---- | ---------- | ------ |
| 13.  | Bulgarien  | 0093   |
| 14.  | Estland    | 0066   |
| 15.  | Rumänien   | 0020   |
|      | Kasachstan | 0020   |
| 17.  | Frankreich | 0018   |
| 18.  | Türkei     | 0003   |

### Tabellen

#### Ergebnisse Athleten
| Rang | Athlet                    |          |          |          |          |             |             |         |         | Vierschanzen- tournee | Vierschanzen- tournee | Vierschanzen- tournee | Vierschanzen- tournee | PolSKI-Tour | PolSKI-Tour |             |             |                    |                    |       |       |             |             |          |          | Raw Air  | Raw Air  | Raw Air  | Raw Air  | Raw Air  | Raw Air  | Planica 7 | Planica 7 | Punkte |
| Rang | Athlet                    | Finnland | Finnland | Norwegen | Norwegen | Deutschland | Deutschland | Schweiz | Schweiz | Deutschland           | Deutschland           | Osterreich            | Osterreich            | Polen       | Polen       | Deutschland | Deutschland | Vereinigte Staaten | Vereinigte Staaten | Japan | Japan | Deutschland | Deutschland | Finnland | Finnland | Norwegen | Norwegen | Norwegen | Norwegen | Norwegen | Norwegen | Slowenien | Slowenien | Punkte |
| ---- | ------------------------- | -------- | -------- | -------- | -------- | ----------- | ----------- | ------- | ------- | --------------------- | --------------------- | --------------------- | --------------------- | ----------- | ----------- | ----------- | ----------- | ------------------ | ------------------ | ----- | ----- | ----------- | ----------- | -------- | -------- | -------- | -------- | -------- | -------- | -------- | -------- | --------- | --------- | ------ |
| 01   | Stefan Kraft              | 1        | 1        | 1        | 1        | 2           | 9           | 3       | 1       | 3                     | 6                     | 6                     | 1                     | 2           | 1           | 39          | 6           | 24                 | 1                  | 1     | 4     | 3           | 1           | 49       | 8        | 1        | 3        | 5        | 1        | 1        | 2        | 7         | 4         | 2149   |
| 02   | Ryōyū Kobayashi           | 6        | 13       | 12       | 5        | 3           | 7           | 12      | 10      | 2                     | 2                     | 2                     | 2                     | 1           | 5           | 2           | 2           | 2                  | 5                  | 2     | 2     | 7           | 3           | 3        | 5        | 38       | 2        | 1        | 14       | 9        | 11       | 9         | 20        | 1673   |
| 03   | Andreas Wellinger         | 4        | 3        | 2        | 2        | 4           | 3           | 12      | 5       | 1                     | 3                     | 5                     | 5                     | 3           | 2           | 17          | 1           | 7                  | 6                  | 3     | 16    | 6           | 7           | 2        | 7        | 20       | 8        | 4        | 28       | 6        | 9        | 20        | 14        | 1488   |
| 04   | Jan Hörl                  | 10       | 2        | 7        | 3        | 10          | 23          | 14      | 2       | 8                     | 5                     | 1                     | 10                    | 6           | 6           | 12          | 12          | —                  | —                  | 6     | 6     | 17          | DSQ         | 5        | 1        | 3        | 6        | 3        | 3        | 24       | 25       | 24        | DNS       | 1140   |
| 05   | Peter Prevc               | 13       | 6        | 19       | 10       | 12          | 11          | 16      | 15      | 9                     | 9                     | 31                    | 9                     | 5           | 20          | 20          | 13          | —                  | —                  | 9     | 8     | 2           | 2           | 14       | 2        | 8        | 11       | 2        | 5        | 8        | 4        | 1         | 6         | 1071   |
| 06   | Michael Hayböck           | 9        | 10       | 13       | 9        | 8           | 21          | 10      | 17      | 10                    | 8                     | 3                     | 11                    | 7           | 4           | 4           | 15          | 4                  | 11                 | —     | —     | 4           | 8           | 16       | 10       | 4        | 12       | 14       | 6        | 17       | 8        | 18        | 15        | 0882   |
| 07   | Johann André Forfang      | 33       | 26       | 17       | 20       | 9           | 15          | 6       | 13      | 12                    | 28                    | 19                    | 32                    | 11          | 8           | 1           | 14          | 10                 | 19                 | 20    | 24    | 8           | 9           | 6        | 4        | 5        | 1        | 10       | 8        | 22       | 21       | 3         | 8         | 0867   |
| 08   | Marius Lindvik            | 23       | 34       | 10       | 6        | 13          | 18          | 2       | 8       | 5                     | 7                     | 15                    | 24                    | 14          | 14          | 11          | 5           | 3                  | 7                  | 13    | 15    | 10          | 16          | 4        | 12       | 9        | 14       | 11       | 9        | 26       | 29       | 5         | 9         | 0854   |
| 09   | Lovro Kos                 | —        | —        | —        | —        | 30          | 4           | DSQ     | 7       | 4                     | 15                    | 4                     | 26                    | 4           | 9           | 10          | 16          | 1                  | 2                  | 23    | 9     | 15          | 24          | 1        | 24       | 18       | 13       | 27       | 27       | 18       | 16       | 12        | 10        | 0792   |
| 10   | Pius Paschke              | 2        | 4        | 6        | 7        | 5           | 8           | 1       | 3       | 11                    | 10                    | 36                    | 8                     | 17          | 15          | 26          | 25          | 25                 | 35                 | 34    | 34    | 21          | 17          | 12       | 9        | 14       | 25       | 17       | 11       | 15       | 24       | 10        | 13        | 0778   |
| 11   | Daniel Tschofenig         | 5        | 7        | 3        | 13       | 19          | 16          | NPS     | 21      | 20                    | 18                    | 8                     | 17                    | —           | —           | 6           | 4           | 23                 | 16                 | 5     | 11    | 22          | 15          | 7        | 46       | 31       | 15       | 14       | 2        | 14       | 6        | 6         | 11        | 0747   |
| 12   | Manuel Fettner            | 25       | 46       | 5        | 8        | 20          | 6           | 11      | 19      | 13                    | 4                     | 46                    | 4                     | 8           | 7           | 7           | 39          | 15                 | 28                 | 4     | 5     | 11          | 5           | 15       | 6        | 19       | 29       | 18       | 22       | 33       | 19       | DSQ       | 12        | 0703   |
| 13   | Domen Prevc               | 17       | 16       | NQ       | 27       | 17          | 14          | 15      | 24      | 22                    | DSQQ                  | 23                    | 31                    | —           | 31          | 5           | 33          | 19                 | 12                 | 19    | 1     | 5           | 10          | 13       | 30       | 10       | 4        | 35       | 39       | 3        | 5        | 17        | 2         | 0663   |
| 14   | Anže Lanišek              | 15       | 12       | 8        | 14       | 6           | 4           | 5       | 9       | 18                    | 1                     | 7                     | 3                     | 9           | 3           | —           | —           | —                  | —                  | —     | —     | —           | —           | —        | —        | 11       | 17       | 19       | 9        | 19       | 17       | 37        | 25        | 0661   |
| 15   | Daniel Huber              | —        | —        | 22       | 21       | 32          | 25          | 28      | NQ      | —                     | —                     | —                     | 30                    | —           | —           | 19          | 45          | 5                  | 21                 | 33    | 35    | 9           | 6           | —        | —        | 6        | 39       | 8        | 4        | 2        | 1        | 2         | 1         | 0647   |
| 16   | Timi Zajc                 | 8        | 8        | 18       | 15       | 18          | 17          | 9       | 31      | 14                    | 11                    | 10                    | 22                    | DSQ         | DNS         | 47          | 7           | 39                 | 20                 | 31    | DSQ   | 1           | 4           | —        | —        | 7        | 20       | 21       | 17       | 7        | 3        | 4         | —         | 0640   |
| 17   | Karl Geiger               | 11       | 9        | 4        | 4        | 1           | 1           | 20      | 4       | 7                     | 16                    | 26                    | 15                    | 10          | 23          | 33          | 31          | 12                 | 37                 | 22    | 12    | NQ          | 29          | 27       | 39       | 36       | 35       | 36       | 16       | 39       | —        | 13        | 22        | 0623   |
| 18   | Gregor Deschwanden        | 14       | 15       | 11       | NPSQ     | 7           | 2           | 8       | 6       | 15                    | 34                    | 24                    | 24                    | 28          | 25          | 24          | 3           | 9                  | 14                 | 41    | 29    | 33          | 34          | 22       | 11       | 25       | 22       | 13       | 7        | 21       | 10       | 30        | 21        | 0552   |
| 19   | Aleksander Zniszczoł      | 32       | NQ       | 41       | 33       | —           | —           | —       | —       | 37                    | 21                    | 24                    | 16                    | 20          | 11          | 8           | 8           | 6                  | 9                  | 25    | 14    | 19          | 23          | 8        | 3        | 41       | 10       | 22       | 18       | 10       | 7        | 14        | 3         | 0524   |
| 20   | Philipp Raimund           | 7        | 14       | 20       | 12       | DNSQ        | —           | DSQ     | 12      | 6                     | 14                    | 20                    | 14                    | 30          | 19          | 31          | 26          | 16                 | 2                  | 21    | 17    | 14          | 26          | 23       | 34       | 48       | 16       | 6        | 13       | 29       | 13       | —         | —         | 0461   |
| 21   | Kristoffer Eriksen Sundal | 40       | 20       | 16       | 19       | 23          | 37          | 7       | 16      | 41                    | 39                    | 21                    | 36                    | 22          | 32          | 3           | 38          | 14                 | 9                  | 7     | 3     | 24          | 17          | 9        | 22       | 2        | 32       | —        | —        | —        | —        | —         | —         | 0458   |
| 22   | Ren Nikaidō               | 27       | 41       | 40       | 30       | 21          | 19          | 17      | 18      | 16                    | 19                    | 12                    | 13                    | 12          | 10          | 22          | 10          | 20                 | 8                  | 24    | 7     | 13          | 13          | 25       | 25       | 13       | 9        | 16       | 20       | 36       | 18       | 26        | 19        | 0449   |
| 23   | Stephan Leyhe             | 3        | 5        | 9        | 11       | 14          | 10          | 26      | 26      | 24                    | 13                    | 18                    | 34                    | 12          | 41          | 15          | 11          | 33                 | 13                 | 16    | 33    | 23          | NQ          | 11       | 20       | NQ       | 30       | 23       | 47       | 13       | —        | 31        | 27        | 0425   |
| 24   | Halvor Egner Granerud     | 16       | 10       | 15       | 17       | 16          | 13          | 4       | 11      | 48                    | 31                    | 16                    | 7                     | 42          | 18          | —           | —           | —                  | —                  | —     | —     | 16          | 14          | 19       | 23       | 27       | 38       | 7        | 33       | 4        | 12       | —         | —         | 0409   |
| 25   | Piotr Żyła                | 31       | 21       | 24       | 25       | 11          | 22          | 22      | 34      | 28                    | 22                    | 14                    | 29                    | 14          | 29          | 48          | NQ          | 21                 | 4                  | 45    | DSQ   | 26          | 21          | 37       | 37       | 12       | 19       | 40       | 29       | 25       | 26       | 23        | 5         | 0292   |
| 26   | Kamil Stoch               | 43       | NQ       | 28       | 37       | —           | —           | 21      | 23      | 17                    | 25                    | 11                    | 21                    | 32          | 17          | 43          | 27          | 41                 | 24                 | 12    | 18    | 12          | 11          | 36       | 37       | 16       | 36       | 33       | 19       | 23       | 30       | 11        | 16        | 0256   |
| 27   | Alex Insam                | 28       | 36       | 39       | 32       | 31          | 31          | DSQQ    | 25      | 25                    | 23                    | DSQ                   | 23                    | DSQ         | 16          | 16          | 21          | 12                 | 15                 | 36    | 20    | 20          | 20          | 34       | 29       | 34       | 42       | 12       | 21       | 28       | 23       | 16        | 18        | 0215   |
| 28   | Dawid Kubacki             | 21       | 23       | 33       | 22       | 15          | 28          | 33      | 14      | 27                    | 33                    | NQ                    | 19                    | 25          | 12          | 23          | 18          | 17                 | 29                 | 8     | 25    | 39          | NQ          | —        | —        | 42       | 41       | 24       | 14       | 38       | 28       | 32        | 29        | 0213   |
| 29   | Robert Johansson          | —        | —        | —        | 49       | —           | —           | —       | —       | —                     | —                     | —                     | —                     | —           | —           | NQ          | 17          | —                  | —                  | —     | —     | —           | —           | 20       | 15       | 44       | 5        | 39       | 38       | 5        | 15       | 19        | 7         | 0195   |
| 30   | Niko Kytösaho             | 19       | 27       | 30       | 31       | 39          | 35          | DSQ     | 43      | 42                    | 48                    | 41                    | NQ                    | —           | DSQQ        | 9           | 39          | 30                 | 30                 | 32    | 13    | 25          | 19          | 18       | 31       | 17       | 7        | 25       | 26       | 20       | 22       | 24        | 26        | 0189   |
| 31   | Giovanni Bresadola        | 36       | 29       | 37       | NQ       | 24          | 39          | 19      | 27      | 30                    | 20                    | 28                    | NQ                    | 19          | 28          | 37          | NQ          | 8                  | 18                 | 37    | DNS   | 30          | 25          | 35       | 14       | 26       | 26       | 43       | 31       | 12       | 14       | NQ        | —         | 0175   |
| 32   | Clemens Aigner            | 19       | 32       | —        | —        | —           | —           | —       | —       | 19                    | 12                    | 9                     | 6                     | 16          | 42          | —           | —           | 22                 | 23                 | 14    | 36    | —           | —           | —        | —        | —        | —        | —        | —        | —        | —        | —         | —         | 0165   |
| 32   | Roman Koudelka            | —        | —        | 35       | 34       | 40          | 42          | 34      | 39      | 26                    | 35                    | 17                    | 27                    | 37          | 21          | 29          | 9           | —                  | —                  | 15    | 21    | —           | —           | 30       | 17       | 15       | 18       | 9        | 35       | —        | —        | —         | —         | 0163   |
| 34   | Junshirō Kobayashi        | 47       | 45       | 21       | 48       | 25          | 20          | 25      | 28      | 29                    | 42                    | 30                    | 37                    | 26          | 24          | 42          | NQ          | 40                 | 17                 | 10    | 32    | —           | —           | 26       | 32       | 21       | 40       | 30       | 23       | 35       | 20       | 22        | 23        | 0143   |
| 35   | Erik Belshaw              | 42       | 24       | NQ       | NQ       | 36          | DSQQ        | 43      | 47      | 31                    | 36                    | 38                    | 41                    | 29          | NQ          | —           | —           | —                  | —                  | 26    | 27    | 18          | 12          | 24       | 15       | 33       | 33       | 28       | 24       | 30       | 27       | 8         | 17        | 0137   |
| 36   | Benjamin Østvold          | —        | —        | —        | DSQQ     | —           | —           | —       | —       | 33                    | NQ                    | 42                    | 12                    | NQ          | —           | 13          | 28          | 32                 | 38                 | 17    | 10    | —           | —           | —        | —        | 22       | —        | 31       | 11       | DSQ      | —        | 25        | 24        | 0131   |
| 37   | Wladimir Sografski        | 30       | 17       | 14       | 18       | 35          | 43          | 23      | 45      | 40                    | NQ                    | 33                    | —                     | DSQ         | 34          | 21          | 34          | 46                 | 36                 | 43    | 22    | —           | —           | 31       | 18       | 40       | 24       | 38       | 49       | —        | —        | —         | —         | 0093   |
| 38   | Daniel-André Tande        | 22       | 22       | 43       | 28       | 27          | 12          | 27      | 22      | 23                    | 27                    | 27                    | 20                    | —           | 30          | —           | —           | —                  | —                  | —     | —     | —           | —           | —        | —        | 29       | —        | —        | —        | —        | —        | —         | —         | 0090   |
| 39   | Stephan Embacher          | —        | —        | —        | —        | —           | —           | —       | —       | —                     | —                     | 13                    | —                     | 34          | 13          | —           | —           | —                  | —                  | —     | —     | —           | —           | 10       | 13       | —        | —        | —        | —        | —        | —        | —         | —         | 0086   |
| 40   | Antti Aalto               | 18       | 18       | 41       | 16       | 22          | 34          | 40      | 29      | 34                    | 37                    | 48                    | 28                    | 31          | 38          | 14          | NQ          | 28                 | 31                 | 28    | 38    | —           | —           | 28       | 35       | 39       | 37       | 37       | 43       | 37       | —        | NQ        | 28        | 0085   |
| 41   | Killian Peier             | NQ       | 37       | 25       | 23       | 26          | 26          | 18      | 20      | 39                    | NQ                    | NQ                    | 38                    | 36          | 26          | 40          | 22          | 27                 | 45                 | 29    | 31    | NQ          | 39          | 47       | 36       | 32       | 34       | 20       | 44       | NQ       | —        | NQ        | —         | 0079   |
| 42   | Tate Frantz               | DSQQ     | 30       | NQ       | NQ       | 43          | 41          | 39      | 50      | 49                    | 50                    | 44                    | 45                    | 18          | 37          | —           | —           | —                  | —                  | NPSQ  | 23    | 34          | NQ          | 17       | 18       | 24       | 31       | 44       | 34       | 16       | —        | DSQ       | —         | 0071   |
| 43   | Artti Aigro               | 48       | 25       | 38       | 39       | 33          | 30          | 29      | 32      | 45                    | 40                    | 21                    | DSQ                   | 27          | 35          | 18          | 29          | —                  | —                  | 18    | 30    | 28          | 28          | 39       | 26       | NQ       | 45       | 41       | 42       | 32       | —        | 28        | —         | 0066   |
| 44   | Martin Hamann             | 12       | 19       | 26       | 41       | 29          | 27          | 24      | 37      | —                     | 24                    | —                     | —                     | —           | —           | —           | —           | —                  | —                  | —     | —     | NQ          | —           | —        | —        | —        | —        | —        | —        | —        | —        | —         | —         | 0059   |
| 45   | Jewhen Marussjak          | —        | —        | 48       | 35       | 44          | 32          | —       | —       | NQ                    | NQ                    | 35                    | 49                    | DSQ         | 44          | 36          | 37          | —                  | —                  | —     | —     | 29          | 22          | —        | —        | 37       | 43       | 32       | 25       | 11       | —        | 15        | —         | 0057   |
| 46   | Felix Hoffmann            | —        | —        | —        | —        | —           | —           | —       | —       | —                     | 30                    | —                     | —                     | —           | —           | 35          | 36          | 11                 | 27                 | 27    | 19    | 27          | 32          | —        | —        | —        | —        | —        | —        | —        | —        | 39        | —         | 0049   |
| 47   | Sindre Ulven Jørgensen    | —        | —        | —        | —        | —           | —           | —       | —       | —                     | —                     | —                     | —                     | 35          | 46          | —           | —           | 18                 | 31                 | 11    | 26    | DSQ         | 33          | —        | —        | 45       | —        | —        | —        | —        | —        | NQ        | —         | 0042   |
| 47   | Paweł Wąsek               | 34       | 35       | 23       | DNS      | 41          | 37          | 36      | 36      | 35                    | NQ                    | 29                    | 18                    | 21          | 22          | DNS         | NQ          | 34                 | 50                 | —     | —     | —           | —           | 41       | 42       | —        | —        | —        | —        | —        | —        | —         | —         | 0042   |
| 49   | Constantin Schmid         | —        | —        | —        | —        | —           | —           | —       | —       | —                     | 17                    | —                     | —                     | 32          | 38          | —           | —           | —                  | —                  | —     | —     | —           | —           | 21       | 27       | 28       | 23       | 45       | 37       | NQ       | —        | —         | —         | 0039   |
| 50   | Remo Imhof                | NQ       | 50       | 29       | NQ       | 37          | 24          | 45      | 51 1    | 32                    | 29                    | NQ                    | 47                    | 23          | 33          | 38          | 20          | 35                 | 34                 | NQ    | 42    | 38          | DNSQ        | —        | —        | NQ       | DSQQ     | —        | —        | —        | —        | 35        | —         | 0030   |
| 51   | Žak Mogel                 | —        | —        | —        | —        | —           | —           | —       | —       | —                     | —                     | —                     | —                     | DSQQ        | —           | 25          | 24          | 42                 | 22                 | 50    | 40    | 31          | 27          | 29       | 33       | —        | —        | —        | —        | —        | —        | 33        | —         | 0028   |
| 52   | Simon Ammann              | 26       | 39       | 46       | 24       | 28          | 29          | 32      | 33      | 21                    | 38                    | 39                    | 40                    | —           | 36          | 45          | NQ          | 38                 | 40                 | 40    | 45    | —           | —           | —        | —        | —        | —        | —        | —        | —        | —        | —         | —         | 0027   |
| 53   | Robin Pedersen            | —        | —        | —        | 40       | —           | —           | —       | —       | —                     | —                     | —                     | —                     | —           | —           | 46          | 19          | 29                 | 25                 | 39    | 28    | 32          | 30          | —        | —        | 35       | —        | —        | —        | —        | —        | 38        | —         | 0024   |
| 53   | Eetu Nousiainen           | 49       | 42       | 36       | 29       | 45          | DSQ         | 37      | 30      | 38                    | 43                    | 37                    | 42                    | 24          | 45          | NQ          | 43          | 37                 | 44                 | 38    | 39    | 36          | 31          | 32       | 21       | 46       | 27       | 33       | 41       | NQ       | —        | NQ        | —         | 0024   |
| 55   | Maciej Kot                | —        | —        | —        | —        | 46          | DSQQ        | NQ      | 37      | 47                    | NQ                    | 34                    | 33                    | NQ          | 27          | —           | —           | —                  | —                  | —     | —     | —           | —           | 33       | 45       | 30       | 21       | 26       | 30       | NQ       | —        | NQ        | —         | 0021   |
| 56   | Naoki Nakamura            | NQ       | 33       | NQ       | NQ       | NQ          | —           | —       | —       | NQ                    | 45                    | NQ                    | NQ                    | NQ          | NQ          | 27          | 30          | 26                 | 26                 | 44    | —     | —           | —           | —        | —        | —        | —        | —        | —        | —        | —        | —         | —         | 0015   |
| 57   | Kasperi Valto             | 24       | 40       | NPSQ     | 44       | 34          | 33          | 35      | 42      | 35                    | 26                    | NQ                    | NQ                    | 39          | DNS         | 34          | 32          | —                  | —                  | —     | —     | NQ          | 35          | 45       | 40       | DSQQ     | 46       | 50       | 48       | 31       | —        | DNSQ      | —         | 0012   |
| 58   | Maksim Bartolj            | —        | —        | —        | —        | —           | —           | —       | —       | —                     | —                     | —                     | —                     | —           | —           | —           | —           | 31                 | 33                 | —     | —     | —           | —           | 48       | 41       | —        | —        | —        | —        | —        | —        | 29        | —         | 0010   |
| 58   | Fredrik Villumstad        | 38       | 44       | 32       | 47       | —           | 48          | 31      | 35      | —                     | —                     | —                     | —                     | —           | —           | —           | —           | —                  | —                  | —     | —     | —           | —           | 43       | 44       | 23       | 44       | 29       | 32       | 34       | —        | —         | —         | 0010   |
| 58   | Noriaki Kasai             | —        | —        | —        | —        | —           | —           | —       | —       | —                     | —                     | —                     | —                     | —           | —           | —           | —           | —                  | —                  | 30    | 43    | —           | —           | 38       | 28       | 47       | NQ       | 49       | 39       | 27       | —        | 29        | —         | 0010   |
| 61   | Valentin Foubert          | —        | —        | 47       | 42       | —           | —           | 42      | 46      | —                     | 32                    | 43                    | —                     | —           | —           | 44          | 23          | —                  | —                  | —     | —     | NQ          | 36          | —        | —        | 49       | 49       | 47       | 36       | NQ       | —        | 36        | —         | 0008   |
| 62   | Žiga Jelar                | 29       | 31       | 31       | 26       | —           | —           | —       | —       | —                     | —                     | —                     | —                     | —           | —           | —           | —           | —                  | —                  | —     | —     | —           | —           | —        | —        | —        | —        | —        | —        | —        | —        | NQ        | —         | 0007   |
| 63   | Andrew Urlaub             | 46       | 48       | 27       | 46       | NQ          | 44          | 44      | 44      | NQ                    | NQ                    | NQ                    | 46                    | 43          | 48          | NQ          | NQ          | 48                 | 39                 | —     | —     | —           | —           | NQ       | NQ       | —        | —        | —        | —        | —        | —        | —         | —         | 0004   |
| 64   | Fatih Arda İpcioğlu       | 41       | 43       | 34       | NQ       | NQ          | 47          | 41      | 49      | —                     | —                     | —                     | —                     | NQ          | 47          | 28          | 44          | —                  | —                  | —     | —     | —           | —           | —        | —        | —        | —        | —        | —        | —        | —        | —         | —         | 0003   |
| 64   | Keiichi Satō              | —        | —        | —        | —        | —           | —           | —       | —       | —                     | —                     | —                     | —                     | —           | —           | —           | —           | —                  | —                  | 35    | 37    | —           | —           | —        | —        | 43       | 28       | 41       | 45       | NQ       | —        | NQ        | —         | 0003   |
| 64   | Andrea Campregher         | 39       | 28       | 49       | 36       | 50          | 45          | 46      | NQ      | 46                    | 44                    | 47                    | NQ                    | NQ          | NQ          | DSQ         | 48          | 50                 | 46                 | NPSQ  | NQ    | NQ          | NPSQ        | NQ       | NQ       | NQ       | 50       | —        | —        | —        | —        | NQ        | —         | 0003   |
| 67   | Taku Takeuchi             | —        | —        | —        | —        | —           | —           | 30      | 41      | 43                    | NQ                    | NQ                    | 44                    | NQ          | NQ          | 30          | 41          | 45                 | 42                 | NQ    | 46    | —           | —           | NQ       | 49       | —        | —        | —        | —        | —        | —        | —         | —         | 0002   |
|      |                           |          |          |          |          |             |             |         |         |                       |                       |                       |                       |             |             |             |             |                    |                    |       |       |             |             |          |          |          |          |          |          |          |          |           |           |        |
| —    | Finn Braun                | —        | —        | —        | —        | —           | —           | —       | —       | —                     | —                     | —                     | —                     | —           | —           | —           | —           | —                  | —                  | —     | —     | NQ          | —           | —        | —        | —        | —        | —        | —        | —        | —        | —         | —         | —      |
| —    | Luca Roth                 | —        | —        | —        | —        | —           | —           | —       | —       | —                     | 41                    | —                     | —                     | —           | —           | —           | —           | —                  | —                  | —     | —     | 35          | —           | —        | —        | —        | —        | —        | —        | —        | —        | 34        | —         | —      |
| —    | Kaimar Vagul              | —        | —        | —        | —        | —           | —           | —       | —       | NQ                    | NQ                    | —                     | —                     | —           | —           | —           | —           | —                  | —                  | —     | —     | —           | —           | —        | —        | —        | —        | —        | —        | —        | —        | —         | —         | —      |
| —    | Mico Ahonen               | 44       | —        | —        | —        | —           | —           | —       | —       | —                     | —                     | —                     | —                     | —           | —           | —           | —           | —                  | —                  | —     | —     | —           | —           | NQ       | NQ       | —        | —        | —        | —        | —        | —        | —         | —         | —      |
| —    | Henri Kavilo              | NQ       | —        | —        | —        | —           | —           | —       | —       | —                     | —                     | —                     | —                     | —           | —           | —           | —           | —                  | —                  | —     | —     | —           | —           | 50       | 47       | —        | —        | —        | —        | —        | —        | —         | —         | —      |
| —    | Vilho Palosaari           | 45       | —        | —        | —        | —           | —           | —       | —       | —                     | —                     | —                     | —                     | —           | —           | —           | —           | —                  | —                  | —     | —     | —           | —           | NQ       | DSQQ     | —        | —        | —        | —        | —        | —        | —         | —         | —      |
| —    | Arttu Pohjola             | NQ       | —        | —        | —        | —           | —           | —       | —       | —                     | —                     | —                     | —                     | —           | —           | —           | —           | —                  | —                  | —     | —     | —           | —           | NQ       | NQ       | —        | —        | —        | —        | —        | —        | —         | —         | —      |
| —    | Jules Chervet             | —        | —        | —        | —        | —           | —           | —       | —       | —                     | NQ                    | NQ                    | —                     | —           | —           | NQ          | 49          | —                  | —                  | —     | —     | NQ          | NQ          | —        | —        | —        | —        | —        | —        | —        | —        | —         | —         | —      |
| —    | Francesco Cecon           | 35       | 38       | 44       | NQ       | NQ          | 46          | —       | —       | DSQ                   | 46                    | 45                    | NQ                    | 44          | NQ          | NQ          | 47          | 47                 | 48                 | NQ    | NQ    | —           | —           | —        | —        | —        | —        | —        | —        | —        | —        | NQ        | —         | —      |
| —    | Sakutarō Kobayashi        | —        | —        | —        | —        | —           | —           | —       | —       | —                     | —                     | —                     | —                     | —           | —           | —           | —           | —                  | —                  | 46    | NQ    | —           | —           | —        | —        | —        | —        | —        | —        | —        | —        | —         | —         | —      |
| —    | Tomofumi Naitō            | 37       | 47       | 45       | 38       | 38          | 36          | NQ      | NQ      | —                     | —                     | —                     | —                     | —           | —           | —           | —           | —                  | —                  | —     | NQ    | —           | —           | —        | —        | —        | —        | —        | —        | —        | —        | —         | —         | —      |
| —    | Asahi Sakano              | —        | —        | —        | —        | —           | —           | —       | —       | —                     | —                     | —                     | —                     | —           | —           | —           | —           | —                  | —                  | 49    | 47    | —           | —           | —        | —        | —        | —        | —        | —        | —        | —        | —         | —         | —      |
| —    | Nikita Dewjatkin          | NQ       | NQ       | NQ       | —        | —           | —           | —       | —       | —                     | —                     | —                     | —                     | NQ          | NQ          | —           | —           | —                  | —                  | —     | —     | —           | —           | —        | —        | —        | —        | —        | —        | —        | —        | —         | —         | —      |
| —    | Ilja Misernych            | —        | —        | —        | NQ       | NQ          | —           | NQ      | NQ      | NQ                    | DSQQ                  | NQ                    | NQ                    | —           | —           | —           | —           | —                  | —                  | —     | —     | —           | —           | NQ       | NQ       | —        | —        | —        | —        | —        | —        | NQ        | —         | —      |
| —    | Sabyrschan Muminow        | —        | —        | —        | —        | —           | —           | —       | —       | —                     | —                     | —                     | —                     | —           | NQ          | —           | —           | —                  | —                  | —     | —     | —           | —           | —        | —        | —        | —        | —        | —        | —        | —        | —         | —         | —      |
| —    | Swjatoslaw Nasarenko      | —        | —        | —        | NQ       | 49          | NQ          | NQ      | NQ      | 43                    | NQ                    | NQ                    | NQ                    | NQ          | NQ          | —           | —           | —                  | —                  | —     | —     | —           | —           | NQ       | DNSQ     | —        | —        | —        | —        | —        | —        | —         | —         | —      |
| —    | Sergei Tkatschenko        | —        | —        | NQ       | —        | —           | —           | —       | —       | —                     | —                     | —                     | —                     | —           | —           | —           | —           | —                  | —                  | —     | —     | —           | —           | NQ       | NQ       | —        | —        | —        | —        | —        | —        | DNSQ      | —         | —      |
| —    | Danil Wassiljew           | —        | —        | NQ       | NQ       | NQ          | 49          | 37      | 40      | NQ                    | 49                    | 49                    | 43                    | DSQ         | NQ          | —           | —           | —                  | —                  | —     | —     | —           | —           | 40       | DNSQ     | —        | —        | —        | —        | —        | —        | —         | —         | —      |
| —    | Bendik Jakobsen Heggli    | —        | —        | —        | 43       | —           | —           | —       | —       | —                     | —                     | —                     | —                     | —           | —           | —           | —           | —                  | —                  | —     | —     | —           | —           | —        | —        | —        | —        | —        | —        | —        | —        | —         | —         | —      |
| —    | David Haagen              | —        | —        | —        | —        | —           | —           | —       | —       | —                     | —                     | —                     | 34                    | —           | —           | —           | —           | —                  | —                  | —     | —     | —           | —           | —        | —        | —        | —        | —        | —        | —        | —        | —         | —         | —      |
| —    | Clemens Leitner           | —        | —        | —        | —        | —           | —           | —       | —       | —                     | —                     | NQ                    | —                     | —           | —           | —           | —           | —                  | —                  | —     | —     | —           | —           | —        | —        | —        | —        | —        | —        | —        | —        | —         | —         | —      |
| —    | Maximilian Ortner         | —        | —        | —        | —        | —           | —           | —       | —       | —                     | —                     | NQ                    | —                     | —           | —           | —           | —           | —                  | —                  | —     | —     | —           | —           | —        | —        | —        | —        | —        | —        | —        | —        | —         | —         | —      |
| —    | Jonas Schuster            | —        | —        | —        | —        | —           | —           | —       | —       | —                     | —                     | 32                    | —                     | —           | —           | —           | —           | —                  | —                  | —     | —     | —           | —           | —        | —        | —        | —        | —        | —        | —        | —        | —         | —         | —      |
| —    | Simon Steinberger         | —        | —        | —        | —        | —           | —           | —       | —       | —                     | —                     | —                     | 48                    | —           | —           | —           | —           | —                  | —                  | —     | —     | —           | —           | —        | —        | —        | —        | —        | —        | —        | —        | —         | —         | —      |
| —    | Marco Wörgötter           | —        | —        | —        | —        | —           | —           | —       | —       | —                     | —                     | —                     | 39                    | —           | —           | —           | —           | —                  | —                  | —     | —     | —           | —           | —        | —        | —        | —        | —        | —        | —        | —        | —         | —         | —      |
| —    | Klemens Murańka           | —        | —        | —        | —        | —           | —           | —       | —       | —                     | —                     | —                     | —                     | 40          | 40          | —           | —           | —                  | —                  | 41    | 44    | —           | —           | —        | —        | —        | —        | —        | —        | —        | —        | —         | —         | —      |
| —    | Andrzej Stękała           | —        | —        | —        | —        | 42          | 40          | —       | —       | —                     | —                     | —                     | —                     | NQ          | 43          | —           | —           | —                  | —                  | —     | —     | —           | —           | —        | —        | —        | —        | —        | —        | —        | —        | —         | —         | —      |
| —    | Jakub Wolny               | —        | —        | —        | —        | —           | —           | —       | —       | —                     | —                     | —                     | —                     | DNS         | —           | —           | —           | —                  | —                  | —     | —     | —           | —           | —        | —        | —        | —        | —        | —        | —        | —        | —         | —         | —      |
| —    | Daniel Cacina             | —        | —        | NQ       | NQ       | NQ          | NQ          | NQ      | NQ      | —                     | —                     | —                     | —                     | NQ          | NQ          | NQ          | NQ          | 44                 | 47                 | NQ    | NQ    | —           | —           | —        | —        | —        | —        | —        | —        | —        | —        | —         | —         | —      |
| —    | Andrei Feldorean          | —        | —        | —        | —        | —           | —           | NQ      | NQ      | —                     | —                     | —                     | —                     | —           | —           | —           | —           | —                  | —                  | —     | —     | —           | —           | —        | —        | —        | —        | —        | —        | —        | —        | —         | —         | —      |
| —    | Mihnea Spulber            | —        | —        | NQ       | NQ       | NQ          | NQ          | —       | —       | —                     | —                     | —                     | —                     | NQ          | NQ          | NQ          | NQ          | 49                 | —                  | NQ    | NQ    | —           | —           | —        | —        | —        | —        | —        | —        | —        | —        | —         | —         | —      |
| —    | Sandro Hauswirth          | —        | —        | —        | —        | —           | —           | NQ      | NQ      | —                     | —                     | —                     | —                     | —           | —           | —           | —           | —                  | —                  | —     | —     | NQ          | NQ          | —        | —        | —        | —        | —        | —        | —        | —        | —         | —         | —      |
| —    | Felix Trunz               | —        | —        | —        | —        | —           | —           | —       | —       | —                     | —                     | —                     | —                     | —           | —           | —           | —           | —                  | —                  | —     | —     | —           | —           | 46       | 48       | —        | —        | —        | —        | —        | —        | —         | —         | —      |
| —    | Yanick Wasser             | —        | —        | —        | —        | —           | —           | NQ      | 48      | —                     | —                     | —                     | —                     | 41          | —           | —           | —           | —                  | —                  | —     | —     | —           | —           | 44       | 43       | 50       | 48       | 48       | 45       | DSQQ     | —        | —         | —         | —      |
| —    | Benedikt Holub            | —        | —        | —        | —        | —           | —           | —       | —       | —                     | —                     | —                     | —                     | —           | NQ          | —           | —           | —                  | —                  | —     | —     | —           | —           | —        | —        | —        | —        | —        | —        | —        | —        | —         | —         | —      |
| —    | Radek Rýdl                | —        | —        | —        | —        | —           | —           | —       | —       | —                     | —                     | —                     | —                     | —           | NQ          | —           | —           | —                  | —                  | —     | —     | —           | —           | —        | —        | —        | —        | —        | —        | —        | —        | —         | —         | —      |
| —    | Muhammed Ali Bedir        | NQ       | 49       | NQ       | NPSQ     | —           | —           | NQ      | NQ      | —                     | —                     | —                     | —                     | —           | —           | —           | —           | —                  | —                  | —     | —     | —           | —           | —        | —        | —        | —        | —        | —        | —        | —        | —         | —         | —      |
| —    | Witalij Kalinitschenko    | —        | —        | 50       | 45       | 47          | NQ          | —       | —       | NQ                    | 47                    | 40                    | NQ                    | 38          | NQ          | 49          | 50          | —                  | —                  | —     | —     | NQ          | 37          | —        | —        | NQ       | 47       | 46       | 50       | NQ       | —        | NQ        | —         | —      |
| —    | Kevin Bickner             | —        | —        | —        | —        | —           | —           | —       | —       | —                     | —                     | —                     | —                     | —           | —           | 41          | 41          | 43                 | 43                 | —     | —     | NQ          | NQ          | —        | —        | —        | —        | —        | —        | —        | —        | —         | —         | —      |
| —    | Jason Colby               | —        | —        | —        | —        | —           | —           | —       | —       | —                     | —                     | —                     | —                     | —           | —           | —           | —           | —                  | —                  | 48    | NQ    | —           | —           | —        | —        | —        | —        | —        | —        | —        | —        | —         | —         | —      |
| —    | Decker Dean               | 50       | DSQQ     | NQ       | NQ       | —           | —           | —       | —       | —                     | —                     | —                     | —                     | —           | NQ          | NQ          | 46          | NQ                 | 49                 | —     | —     | —           | —           | —        | —        | —        | —        | —        | —        | —        | —        | NQ        | —         | —      |
| —    | Casey Larson              | —        | —        | —        | —        | —           | —           | NQ      | NQ      | NQ                    | NQ                    | NQ                    | —                     | —           | —           | 31          | 35          | 36                 | 40                 | 47    | 41    | 37          | 38          | 42       | DSQ      | —        | —        | —        | —        | —        | —        | NQ        | —         | —      |
| Rang | Athlet                    | Finnland | Finnland | Norwegen | Norwegen | Deutschland | Deutschland | Schweiz | Schweiz | Deutschland           | Deutschland           | Osterreich            | Osterreich            | Polen       | Polen       | Deutschland | Deutschland | Vereinigte Staaten | Vereinigte Staaten | Japan | Japan | Deutschland | Deutschland | Finnland | Finnland | Norwegen | Norwegen | Norwegen | Norwegen | Norwegen | Norwegen | Slowenien | Slowenien | Punkte |
| Rang | Athlet                    |          |          |          |          |             |             |         |         | Vierschanzen- tournee | Vierschanzen- tournee | Vierschanzen- tournee | Vierschanzen- tournee | PolSKI-Tour | PolSKI-Tour |             |             |                    |                    |       |       |             |             |          |          | Raw Air  | Raw Air  | Raw Air  | Raw Air  | Raw Air  | Raw Air  | Planica 7 | Planica 7 | Punkte |

Legende
| Farbe | Farbe | Farbe | Bedeutung                                                     |
| ----- | ----- | ----- | ------------------------------------------------------------- |
| 1     | 2     | 3     | Erster / Zweiter / Dritter                                    |
| XX    | XX    | XX    | Platz 4 bis 30 – Weltcuppunkte                                |
| XX    | XX    | XX    | Platz 31 bis 40 SF/50 – keine Weltcuppunkte                   |
| —     | —     | —     | Nicht teilgenommen                                            |
| DNS   | DNS   | DNS   | Nicht gestartet                                               |
| DSQ   | DSQ   | DSQ   | Disqualifiziert im Wettbewerb                                 |
| NPS   | NPS   | NPS   | Keine Starterlaubnis im Wettkampf                             |
| NQ    | NQ    | NQ    | Nicht qualifiziert                                            |
| DSQQ  | DSQQ  | DSQQ  | Disqualifiziert in der Qualifikation; Nicht qualifiziert      |
| NPSQ  | NPSQ  | NPSQ  | Keine Starterlaubnis in der Qualifikation; Nicht qualifiziert |
| DNSQ  | DNSQ  | DNSQ  | Nicht in der Qualifikation gestartet; Nicht qualifiziert      |

| Punkteverteilung | Punkteverteilung | Punkteverteilung | Punkteverteilung | Punkteverteilung | Punkteverteilung | Punkteverteilung | Punkteverteilung | Punkteverteilung | Punkteverteilung | Punkteverteilung | Punkteverteilung | Punkteverteilung | Punkteverteilung | Punkteverteilung | Punkteverteilung | Punkteverteilung | Punkteverteilung | Punkteverteilung | Punkteverteilung | Punkteverteilung | Punkteverteilung | Punkteverteilung | Punkteverteilung | Punkteverteilung | Punkteverteilung | Punkteverteilung | Punkteverteilung | Punkteverteilung | Punkteverteilung | Punkteverteilung |
| ---------------- | ---------------- | ---------------- | ---------------- | ---------------- | ---------------- | ---------------- | ---------------- | ---------------- | ---------------- | ---------------- | ---------------- | ---------------- | ---------------- | ---------------- | ---------------- | ---------------- | ---------------- | ---------------- | ---------------- | ---------------- | ---------------- | ---------------- | ---------------- | ---------------- | ---------------- | ---------------- | ---------------- | ---------------- | ---------------- | ---------------- |
| Platz            | 1                | 2                | 3                | 4                | 5                | 6                | 7                | 8                | 9                | 10               | 11               | 12               | 13               | 14               | 15               | 16               | 17               | 18               | 19               | 20               | 21               | 22               | 23               | 24               | 25               | 26               | 27               | 28               | 29               | 30               |
| Punkte           | 100              | 80               | 60               | 50               | 45               | 40               | 36               | 32               | 29               | 26               | 24               | 22               | 20               | 18               | 16               | 15               | 14               | 13               | 12               | 11               | 10               | 9                | 8                | 7                | 6                | 5                | 4                | 3                | 2                | 1                |

#### Ergebnisse Teamwettkämpfe
| Nation             | Wisła ST                                     | Zakopane                                                                                  | Lake Placid ST                        | Oberstdorf ST                                    | Lahti                                                                                 | Planica                                                                        |
| ------------------ | -------------------------------------------- | ----------------------------------------------------------------------------------------- | ------------------------------------- | ------------------------------------------------ | ------------------------------------------------------------------------------------- | ------------------------------------------------------------------------------ |
| Deutschland        | 3 Stephan Leyhe Andreas Wellinger            | 3 Pius Paschke Karl Geiger Stephan Leyhe Andreas Wellinger                                | 2 Philipp Raimund Andreas Wellinger   | 6 Pius Paschke Andreas Wellinger                 | 3 Pius Paschke Stephan Leyhe Philipp Raimund Andreas Wellinger                        | 6 Karl Geiger Stephan Leyhe Pius Paschke Andreas Wellinger                     |
| Finnland           | 8 Eetu Nousiainen Antti Aalto                | 10 Eetu Nousiainen Kasperi Valto Niko Kytösaho Antti Aalto                                | 9 Antti Aalto Niko Kytösaho           | 9 Eetu Nousiainen Niko Kytösaho                  | 6 Kasperi Valto Eetu Nousiainen Antti Aalto Niko Kytösaho                             | —                                                                              |
| Frankreich         | —                                            | —                                                                                         | —                                     | 12 Jules Chervet Valentin Foubert                | —                                                                                     | —                                                                              |
| Italien            | 12 Giovanni Bresadola Alex Insam             | 8 Francesco Cecon Andrea Campregher Giovanni Bresadola Alex Insam                         | 5 Alex Insam Giovanni Bresadola       | 8 Alex Insam Giovanni Bresadola                  | —                                                                                     | 8 Andrea Campregher Giovanni Bresadola Francesco Cecon Alex Insam              |
| Japan              | 5 Ren Nikaidō Ryōyū Kobayashi                | 4 Ren Nikaidō Naoki Nakamura Junshirō Kobayashi Ryōyū Kobayashi                           | 4 Ren Nikaidō Ryōyū Kobayashi         | 4 Ren Nikaidō Ryōyū Kobayashi                    | 5 Ren Nikaidō Noriaki Kasai Junshirō Kobayashi Ryōyū Kobayashi                        | 4 Junshirō Kobayashi Noriaki Kasai Ren Nikaidō Ryōyū Kobayashi                 |
| Kasachstan         | 11 Danil Wassiljew Swjatoslaw Nasarenko      | 13 Swjatoslaw Nasarenko Danil Wassiljew Sabyrschan Muminow Nikita Dewjatkin               | —                                     | —                                                | 10 Ilja Misernych Sergei Tkatschenko Swjatoslaw Nasarenko Danil Wassiljew             | 9 Danil Wassiljew Ilja Misernych Swjatoslaw Nasarenko Sergei Tkatschenko (DNS) |
| Norwegen           | 4 Halvor Egner Granerud Johann André Forfang | 5 Kristoffer Eriksen Sundal Daniel-André Tande Halvor Egner Granerud Johann André Forfang | 3 Marius Lindvik Johann André Forfang | 2 Kristoffer Eriksen Sundal Johann André Forfang | 1 Johann André Forfang Halvor Egner Granerud Kristoffer Eriksen Sundal Marius Lindvik | 3 Robert Johansson Benjamin Østvold Marius Lindvik Johann André Forfang        |
| Österreich         | 2 Manuel Fettner Jan Hörl                    | 1 Michael Hayböck Manuel Fettner Jan Hörl Stefan Kraft                                    | 1 Michael Hayböck Stefan Kraft        | 3 Michael Hayböck Stefan Kraft                   | 2 Daniel Tschofenig Stephan Embacher Jan Hörl Stefan Kraft                            | 1 Daniel Tschofenig Michael Hayböck Stefan Kraft Daniel Huber                  |
| Polen              | 6 Dawid Kubacki Piotr Żyła                   | 6 Kamil Stoch Paweł Wąsek Aleksander Zniszczoł Dawid Kubacki                              | 7 Dawid Kubacki Aleksander Zniszczoł  | 5 Piotr Żyła Aleksander Zniszczoł                | 4 Piotr Żyła Maciej Kot Kamil Stoch Aleksander Zniszczoł                              | 5 Piotr Żyła Kamil Stoch Dawid Kubacki Aleksander Zniszczoł                    |
| Rumänien           | 13 Daniel Cacina Mihnea Spulber              | 12 Andrei Feldorean Mihnea Spulber Nicolae Sorin Mitrofan Daniel Cacina                   | 11 Mihnea Spulber Daniel Cacina       | —                                                | —                                                                                     | —                                                                              |
| Schweiz            | 10 Remo Imhof Killian Peier                  | 7 Simon Ammann Remo Imhof Killian Peier Gregor Deschwanden                                | 8 Killian Peier Gregor Deschwanden    | 10 Gregor Deschwanden Remo Imhof                 | 9 Killian Peier Felix Trunz Yanick Wasser Gregor Deschwanden                          | —                                                                              |
| Slowenien          | 1 Lovro Kos Anže Lanišek                     | 2 Lovro Kos Domen Prevc Peter Prevc Anže Lanišek                                          | 6 Domen Prevc Lovro Kos               | 1 Timi Zajc Domen Prevc                          | 7 Domen Prevc Žak Mogel Peter Prevc Lovro Kos                                         | 2 Lovro Kos Domen Prevc Timi Zajc Peter Prevc                                  |
| Tschechien         | —                                            | 11 Benedikt Holub Kryštof Hauser Radek Rýdl Roman Koudelka                                | —                                     | —                                                | —                                                                                     | —                                                                              |
| Ukraine            | 9 Witalij Kalinitschenko Jewhen Marussjak    | —                                                                                         | —                                     | 11 Witalij Kalinitschenko Jewhen Marussjak       | —                                                                                     | —                                                                              |
| Vereinigte Staaten | 7 Erik Belshaw Tate Frantz                   | 9 Andrew Urlaub Decker Dean Erik Belshaw Tate Frantz                                      | 10 Andrew Urlaub Casey Larson         | 7 Tate Frantz Erik Belshaw                       | 8 Erik Belshaw Andrew Urlaub Casey Larson Tate Frantz                                 | 7 Casey Larson Decker Dean Tate Frantz Erik Belshaw                            |

Legende
| Farbe | Farbe | Farbe | Bedeutung                                                      |
| ----- | ----- | ----- | -------------------------------------------------------------- |
| 1     | 2     | 3     | Erster / Zweiter / Dritter                                     |
| XX    | XX    | XX    | Platz 4 bis 8 – Weltcuppunkte (Letzter Sprungdurchgang)        |
| XX    | XX    | XX    | Platz 9 bis 12 ST – Weltcuppunkte (Vorletzter Sprungdurchgang) |
| XX    | XX    | XX    | ab Platz 9 (13 ST) – keine Weltcuppunkte                       |

| Platz                       | 1   | 2   | 3   | 4   | 5   | 6   | 7   | 8  |    |    |    |    |
| Punkte                      | 400 | 350 | 300 | 250 | 200 | 150 | 100 | 50 |    |    |    |    |
| Punkteverteilung Super-Team |     |     |     |     |     |     |     |    |    |    |    |    |
| Platz                       | 1   | 2   | 3   | 4   | 5   | 6   | 7   | 8  | 9  | 10 | 11 | 12 |
| Punkte                      | 200 | 160 | 120 | 100 | 80  | 70  | 60  | 50 | 40 | 30 | 20 | 10 |

#### Ergebnisse Gesamtpunkte Nationenwertung
| Rang | Nation             |          |          |          |          |             |             |         |         | 4-S-Tournee           | 4-S-Tournee           | 4-S-Tournee           | 4-S-Tournee           | PolSKI-Tour | PolSKI-Tour | PolSKI-Tour | PolSKI-Tour | PolSKI-Tour |             |             |                    |                    |                    |       |       |             |             |             |          |          |          | Raw Air  | Raw Air  | Raw Air  | Raw Air  | Raw Air  | Raw Air  | Planica 7 | Planica 7 | Planica 7 | Punkte |
| Rang | Nation             | Finnland | Finnland | Norwegen | Norwegen | Deutschland | Deutschland | Schweiz | Schweiz | Deutschland           | Deutschland           | Osterreich            | Osterreich            | Polen       | Polen       | Polen       | Polen       | Polen       | Deutschland | Deutschland | Vereinigte Staaten | Vereinigte Staaten | Vereinigte Staaten | Japan | Japan | Deutschland | Deutschland | Deutschland | Finnland | Finnland | Finnland | Norwegen | Norwegen | Norwegen | Norwegen | Norwegen | Norwegen | Slowenien | Slowenien | Slowenien | Punkte |
| Rang | Nation             | E        | E        | E        | E        | E           | E           | E       | E       | E                     | E                     | E                     | E                     | ST          | E           | E1          | T           | E           | E           | E           | E                  | ST                 | E                  | E     | E     | STF         | EF          | EF          | E2       | T        | E        | E        | E        | E        | E        | EF       | EF       | EF        | TF        | EF        | Punkte |
| ---- | ------------------ | -------- | -------- | -------- | -------- | ----------- | ----------- | ------- | ------- | --------------------- | --------------------- | --------------------- | --------------------- | ----------- | ----------- | ----------- | ----------- | ----------- | ----------- | ----------- | ------------------ | ------------------ | ------------------ | ----- | ----- | ----------- | ----------- | ----------- | -------- | -------- | -------- | -------- | -------- | -------- | -------- | -------- | -------- | --------- | --------- | --------- | ------ |
| 01   | Österreich         | 218      | 242      | 270      | 251      | 161         | 108         | 131     | 216     | 161                   | 202                   | 281                   | 255                   | 160         | 203         | —           | 400         | 246         | 160         | 128         | 135                | 200                | 160                | 253   | 159   | 120         | 186         | 233         | 138      | 350      | 218      | 262      | 140      | 186      | 339      | 219      | 270      | 176       | 400       | 212       | 8149   |
| 02   | Slowenien          | 84       | 109      | 57       | 69       | 90          | 156         | 105     | 88      | 119                   | 169                   | 120                   | 103                   | 200         | 124         | —           | 350         | 100         | 88          | 78          | 112                | 70                 | 122                | 49    | 161   | 200         | 241         | 167         | 140      | 100      | 88       | 131      | 119      | 106      | 92       | 153      | 184      | 196       | 350       | 152       | 5142   |
| 03   | Deutschland        | 272      | 214      | 215      | 212      | 215         | 222         | 145     | 182     | 207                   | 161                   | 74                    | 111                   | 120         | 123         | —           | 300         | 116         | 35          | 135         | 103                | 160                | 144                | 98    | 63    | 70          | 80          | 57          | 148      | 300      | 80       | 32       | 62       | 112      | 62       | 78       | 56       | 57        | 150       | 51        | 5022   |
| 04   | Norwegen           | 32       | 51       | 71       | 80       | 76          | 71          | 210     | 100     | 75                    | 43                    | 57                    | 76                    | 100         | 51          | —           | 200         | 64          | 204         | 92          | 119                | 120                | 83                 | 105   | 117   | 160         | 80          | 77          | 142      | 400      | 105      | 177      | 163      | 88       | 85       | 109      | 50       | 123       | 300       | 104       | 4360   |
| 05   | Japan              | 44       | 20       | 32       | 46       | 76          | 59          | 43      | 42      | 97                    | 92                    | 103                   | 100                   | 80          | 127         | —           | 250         | 78          | 94          | 107         | 96                 | 100                | 96                 | 114   | 116   | 100         | 56          | 80          | 71       | 200      | 54       | 30       | 112      | 116      | 37       | 33       | 48       | 45        | 250       | 31        | 3275   |
| 06   | Polen              | 10       | 18       | 18       | 15       | 40          | 12          | 19      | 26      | 21                    | 25                    | 51                    | 52                    | 70          | 45          | —           | 150         | 75          | 40          | 49          | 64                 | 60                 | 88                 | 60    | 37    | 80          | 39          | 42          | 32       | 250      | 60       | 38       | 48       | 21       | 46       | 40       | 45       | 50        | 200       | 122       | 2158   |
| 07   | Schweiz            | 23       | 16       | 32       | 15       | 44          | 94          | 45      | 51      | 26                    | 2                     | 7                     | 7                     | 30          | 11          | —           | 100         | 11          | 7           | 80          | 33                 | 50                 | 18                 | 2     | 2     | 30          |             |             | 9        |          | 24       | 6        | 9        | 31       | 36       | 10       | 26       | 1         |           | 10        | 0898   |
| 08   | Italien            | 3        | 5        |          |          | 7           |             | 12      | 10      | 7                     | 19                    | 3                     | 8                     | 10          | 12          | —           | 50          | 18          | 15          | 10          | 54                 | 80                 | 29                 |       | 11    | 50          | 12          | 17          |          |          | 20       | 5        | 5        | 22       | 10       | 25       | 26       | 15        | 50        | 13        | 0633   |
| 09   | Finnland           | 32       | 17       | 1        | 17       | 9           |             |         | 3       |                       | 5                     |                       | 3                     | 50          | 7           | —           |             |             | 47          |             | 4                  | 40                 | 1                  | 3     | 20    | 40          | 6           | 12          | 16       | 150      | 10       | 14       | 40       | 6        | 5        | 11       | 9        | 4         |           | 8         | 0590   |
| 10   | Vereinigte Staaten |          | 8        | 4        |          |             |             |         |         |                       |                       |                       |                       | 60          | 15          | —           |             |             |             |             |                    | 30                 |                    | 5     | 12    | 60          | 13          | 22          | 21       | 50       | 29       | 7        |          | 3        | 7        | 16       | 4        | 32        | 100       | 14        | 0512   |
| 11   | Tschechien         |          |          |          |          |             |             |         |         | 5                     |                       | 14                    | 4                     |             |             | —           |             | 10          | 2           | 29          |                    |                    |                    | 16    | 10    |             |             |             | 1        |          | 14       | 16       | 13       | 29       |          |          |          |           |           |           | 0163   |
| 12   | Ukraine            |          |          |          |          |             |             |         |         |                       |                       |                       |                       | 40          |             | —           |             |             |             |             |                    |                    |                    |       |       | 20          | 2           | 9           |          |          |          |          |          |          | 6        | 24       |          | 16        |           |           | 0117   |
| 13   | Bulgarien          | 1        | 14       | 18       | 13       |             |             | 8       |         |                       |                       |                       |                       |             |             | —           |             |             | 10          |             |                    |                    |                    |       | 9     |             |             |             |          |          | 13       |          | 7        |          |          |          |          |           |           |           | 0093   |
| 14   | Estland            |          | 6        |          |          |             | 1           | 2       |         |                       |                       | 10                    |                       |             | 4           | —           |             |             | 13          | 2           |                    |                    |                    | 13    | 1     |             | 3           | 3           |          |          | 5        |          |          |          |          |          |          | 3         |           |           | 0066   |
| 15   | Rumänien           |          |          |          |          |             |             |         |         |                       |                       |                       |                       |             |             | —           |             |             |             |             |                    | 20                 |                    |       |       |             |             |             |          |          |          |          |          |          |          |          |          |           |           |           | 0020   |
| 15   | Kasachstan         |          |          |          |          |             |             |         |         |                       |                       |                       |                       | 20          |             | —           |             |             |             |             |                    |                    |                    |       |       |             |             |             |          |          |          |          |          |          |          |          |          |           |           |           | 0020   |
| 17   | Frankreich         |          |          |          |          |             |             |         |         |                       |                       |                       |                       |             |             | —           |             |             |             | 8           |                    |                    |                    |       |       | 10          |             |             |          |          |          |          |          |          |          |          |          |           |           |           | 0018   |
| 18   | Türkei             |          |          |          |          |             |             |         |         |                       |                       |                       |                       |             |             | —           |             |             | 3           |             |                    |                    |                    |       |       |             |             |             |          |          |          |          |          |          |          |          |          |           |           |           | 0003   |
| Rang | Nation             | Finnland | Finnland | Norwegen | Norwegen | Deutschland | Deutschland | Schweiz | Schweiz | Deutschland           | Deutschland           | Osterreich            | Osterreich            | Polen       | Polen       | Polen       | Polen       | Polen       | Deutschland | Deutschland | Vereinigte Staaten | Vereinigte Staaten | Vereinigte Staaten | Japan | Japan | Deutschland | Deutschland | Deutschland | Finnland | Finnland | Finnland | Norwegen | Norwegen | Norwegen | Norwegen | Norwegen | Norwegen | Slowenien | Slowenien | Slowenien | Punkte |
| Rang | Nation             |          |          |          |          |             |             |         |         | Vierschanzen- tournee | Vierschanzen- tournee | Vierschanzen- tournee | Vierschanzen- tournee | PolSKI-Tour | PolSKI-Tour | PolSKI-Tour | PolSKI-Tour | PolSKI-Tour |             |             |                    |                    |                    |       |       |             |             |             |          |          |          | Raw Air  | Raw Air  | Raw Air  | Raw Air  | Raw Air  | Raw Air  | Planica 7 | Planica 7 | Planica 7 | Punkte |

### Karriereende
Vor der Saison:
- David Siegel
- Mathis Contamine
- Patrick Gasienica, kam am 12. Juni 2023 bei einem Motorradunfall ums Leben
- Joacim Ødegård Bjøreng

Während der Saison:
- Thomas Aasen Markeng[8]
- Dominik Peter

Nach der Saison:
- Peter Prevc[9]
- Radek Rýdl
- Kryštof Hauser
- Frantisek Holik[10]
- Markkus Alter[11]
- Eric Fuchs[12]

## Damen

### Weltcup-Übersicht
Der vorläufige Weltcup-Kalender für die Saison 2023/24 wurde am 14. April 2023 vorgestellt und am 5. Mai 2023 beim FIS-Frühjahrsmeeting in Dubrovnik angenommen. Für das zweite Weltcupwochenende im Dezember waren zwei Springen zusammen mit den Herren in Klingenthal angedacht, für Ende Februar ein Skiflugwochenende in Oberstdorf. Die beiden Anträge wurden allerdings zurückgezogen, womit die Wochenenden offen blieben.
Das zuletzt ausgetragene Silvester-Turnier der Damen als Pendant zur Vierschanzentournee fand nicht statt. Stattdessen gab es unter dem Namen Two-Nights-Tour ein Springen auf der Großschanze in Garmisch-Partenkirchen am 30. Dezember und erstmals ein Neujahrsspringen für die Damen in Oberstdorf. Anschließend wurde zweimal in Villach gesprungen, allerdings ohne Tournee-Wertung. Somit gab es auch 2023/24 keine Vierschanzentournee für die Damen-Konkurrenz. Die Springen in Ljubno fanden nach den Japan-Veranstaltungen statt.
Bei der Raw Air fanden dieses Mal zwei Springen in Trondheim statt, nachdem die Renovierungsarbeiten abgeschlossen wurden. Lillehammer war nicht in der Raw Air vertreten, sondern fand seinen Platz im Kalender als Weltcuperöffnung. Nachdem im Vorjahr in Vikersund das erste Skifliegen der Damen ausgetragen wurde, erhielt die Veranstaltung nun erstmals Weltcup-Status. Das Super-Team-Format verblieb im Weltcup, ein normales Teamspringen war nicht angesetzt.
| Datum                          | Austragungsort                 | Schanze                          | Bemerkung                      | Siegerin                                                            | Zweite                                                              | Dritte                                                              | Gelbes Trikot     |
| ------------------------------ | ------------------------------ | -------------------------------- | ------------------------------ | ------------------------------------------------------------------- | ------------------------------------------------------------------- | ------------------------------------------------------------------- | ----------------- |
| 02.12.2023                     | Lillehammer                    | Lysgårdsbakken HS98              |                                | Yūki Itō                                                            | Joséphine Pagnier                                                   | Alexandria Loutitt                                                  | Yūki Itō          |
| 03.12.2023                     | Lillehammer                    | Lysgårdsbakken HS140             |                                | Joséphine Pagnier                                                   | Alexandria Loutitt                                                  | Eirin Maria Kvandal                                                 | Joséphine Pagnier |
| 15.12.2023                     | Engelberg                      | Gross-Titlis-Schanze HS140       | Nacht                          | Joséphine Pagnier                                                   | Alexandria Loutitt                                                  | Ema Klinec                                                          | Joséphine Pagnier |
| 16.12.2023                     | Engelberg                      | Gross-Titlis-Schanze HS140       |                                | Nika Prevc                                                          | Ema Klinec                                                          | Eirin Maria Kvandal                                                 | Joséphine Pagnier |
| 1. Two-Nights-Tour             |                                |                                  |                                |                                                                     |                                                                     |                                                                     | Joséphine Pagnier |
| 30.12.2023                     | Garmisch-Partenkirchen         | Große Olympiaschanze HS142       | Nacht                          | Nika Prevc                                                          | Eirin Maria Kvandal                                                 | Abigail Strate                                                      | Joséphine Pagnier |
| 01.01.2024                     | Oberstdorf                     | Schattenbergschanze HS137        | Nacht                          | Eva Pinkelnig                                                       | Abigail Strate                                                      | Jacqueline Seifriedsberger Eirin Maria Kvandal                      | Joséphine Pagnier |
| Two-Nights-Tour-Gesamtwertung: | Two-Nights-Tour-Gesamtwertung: | Two-Nights-Tour-Gesamtwertung:   | Two-Nights-Tour-Gesamtwertung: | Nika Prevc                                                          | Eva Pinkelnig                                                       | Abigail Strate                                                      | Joséphine Pagnier |
| 03.01.2024                     | Villach                        | Alpenarena HS98                  |                                | Nika Prevc                                                          | Eva Pinkelnig                                                       | Abigail Strate                                                      | Nika Prevc        |
| 04.01.2024                     | Villach                        | Alpenarena HS98                  |                                | Nika Prevc                                                          | Eva Pinkelnig                                                       | Nika Križnar                                                        | Nika Prevc        |
| 13.01.2024                     | Sapporo                        | Ōkurayama-Schanze HS137          | Nacht                          | Eva Pinkelnig                                                       | Jenny Rautionaho                                                    | Eirin Maria Kvandal                                                 | Nika Prevc        |
| 14.01.2024                     | Sapporo                        | Ōkurayama-Schanze HS137          |                                | Yūki Itō                                                            | Katharina Schmid                                                    | Nika Križnar                                                        | Nika Prevc        |
| 19.01.2024                     | Yamagata                       | Zaō-Schanze HS102                | Nacht                          | Nika Prevc                                                          | Yūki Itō                                                            | Alexandria Loutitt                                                  | Nika Prevc        |
| 20.01.2024                     | Yamagata                       | Zaō-Schanze HS102                | Super Team Nacht               | SlowenienNika Križnar Nika Prevc                                    | KanadaAbigail Strate Alexandria Loutitt                             | ÖsterreichJacqueline Seifriedsberger Eva Pinkelnig                  | Nika Prevc        |
| 21.01.2024                     | Yamagata                       | Zaō-Schanze HS102                | Nacht                          | Wettkampf aufgrund starken Schneefalls abgesagt.                    | Wettkampf aufgrund starken Schneefalls abgesagt.                    | Wettkampf aufgrund starken Schneefalls abgesagt.                    | Nika Prevc        |
| 27.01.2024                     | Ljubno                         | Logarska dolina HS94             |                                | Eva Pinkelnig                                                       | Nika Prevc                                                          | Alexandria Loutitt                                                  | Nika Prevc        |
| 28.01.2024                     | Ljubno                         | Logarska dolina HS94             |                                | Nika Prevc                                                          | Eva Pinkelnig                                                       | Nika Križnar                                                        | Nika Prevc        |
| 03.02.2024                     | Willingen                      | Mühlenkopfschanze HS147          |                                | Jacqueline Seifriedsberger                                          | Sara Takanashi                                                      | Katharina Schmid                                                    | Nika Prevc        |
| 04.02.2024                     | Willingen                      | Mühlenkopfschanze HS147          |                                | Silje Opseth                                                        | Nika Prevc                                                          | Yūki Itō                                                            | Nika Prevc        |
| 17.02.2024                     | Râșnov                         | Trambulina Valea Cărbunării HS97 |                                | Wettkämpfe aufgrund von Schneemangel und warmer Witterung abgesagt. | Wettkämpfe aufgrund von Schneemangel und warmer Witterung abgesagt. | Wettkämpfe aufgrund von Schneemangel und warmer Witterung abgesagt. | Nika Prevc        |
| 18.02.2024                     | Râșnov                         | Trambulina Valea Cărbunării HS97 |                                | Wettkämpfe aufgrund von Schneemangel und warmer Witterung abgesagt. | Wettkämpfe aufgrund von Schneemangel und warmer Witterung abgesagt. | Wettkämpfe aufgrund von Schneemangel und warmer Witterung abgesagt. | Nika Prevc        |
| 24.02.2024                     | Hinzenbach                     | Aigner-Schanze HS90              |                                | Eva Pinkelnig                                                       | Jacqueline Seifriedsberger                                          | Katharina Schmid                                                    | Nika Prevc        |
| 25.02.2024                     | Hinzenbach                     | Aigner-Schanze HS90              |                                | Eva Pinkelnig                                                       | Nika Prevc                                                          | Jacqueline Seifriedsberger                                          | Nika Prevc        |
| 01.03.2024 2                   | Lahti                          | Salpausselkä-Schanze HS130       |                                | Nika Križnar                                                        | Jacqueline Seifriedsberger                                          | Eva Pinkelnig                                                       | Nika Prevc        |
| 7. Raw Air                     |                                |                                  |                                |                                                                     |                                                                     |                                                                     | Nika Prevc        |
| 09.03.2024                     | Oslo                           | Holmenkollbakken HS134           | Nacht 3                        | Silje Opseth                                                        | Katharina Schmid                                                    | Eirin Maria Kvandal                                                 | Nika Prevc        |
| 10.03.2024                     | Oslo                           | Holmenkollbakken HS134           | Nacht                          | Eirin Maria Kvandal                                                 | Nika Prevc                                                          | Eva Pinkelnig                                                       | Nika Prevc        |
| 12.03.2024                     | Trondheim                      | Granåsen HS105                   | Nacht                          | Eirin Maria Kvandal                                                 | Eva Pinkelnig                                                       | Nika Križnar                                                        | Nika Prevc        |
| 13.03.2024                     | Trondheim                      | Granåsen HS138                   | Nacht                          | Nika Prevc                                                          | Eirin Maria Kvandal                                                 | Eva Pinkelnig                                                       | Nika Prevc        |
| 16.03.2024                     | Vikersund                      | Vikersundbakken HS240            | Skifliegen                     | Wettkampf aufgrund zu starken Windes und Schneefalls abgesagt.      | Wettkampf aufgrund zu starken Windes und Schneefalls abgesagt.      | Wettkampf aufgrund zu starken Windes und Schneefalls abgesagt.      | Nika Prevc        |
| 17.03.2024                     | Vikersund                      | Vikersundbakken HS240            | Skifliegen                     | Eirin Maria Kvandal                                                 | Silje Opseth                                                        | Ema Klinec                                                          | Nika Prevc        |
| Raw-Air-Gesamtwertung:         | Raw-Air-Gesamtwertung:         | Raw-Air-Gesamtwertung:           | Raw-Air-Gesamtwertung:         | Eirin Maria Kvandal                                                 | Silje Opseth                                                        | Eva Pinkelnig                                                       | Nika Prevc        |
| 21.03.2024                     | Planica                        | Srednja skakalnica HS102         | Nacht                          | Eva Pinkelnig                                                       | Alexandria Loutitt                                                  | Nika Prevc                                                          | Nika Prevc        |

### Wertungen
| Rang | Name                       | Punkte |
| ---- | -------------------------- | ------ |
| 01.  | Nika Prevc                 | 1454   |
| 02.  | Eva Pinkelnig              | 1305   |
| 03.  | Alexandria Loutitt         | 1030   |
| 04.  | Yūki Itō                   | 1018   |
| 05.  | Jacqueline Seifriedsberger | 0935   |
| 06.  | Nika Križnar               | 0893   |
| 07.  | Eirin Maria Kvandal        | 0843   |
| 07.  | Joséphine Pagnier          | 0843   |
| 09.  | Sara Takanashi             | 0799   |
| 10.  | Katharina Schmid           | 0751   |
| 11.  | Silje Opseth               | 0628   |
| 12.  | Jenny Rautionaho           | 0598   |
| 13.  | Ema Klinec                 | 0540   |
| 14.  | Thea Minyan Bjørseth       | 0508   |
| 15.  | Marita Kramer              | 0497   |
| 16.  | Lisa Eder                  | 0488   |
| 17.  | Abigail Strate             | 0424   |
| 18.  | Selina Freitag             | 0422   |
| 19.  | Julia Mühlbacher           | 0308   |
| 20.  | Anna Rupprecht             | 0269   |
| 21.  | Chiara Kreuzer             | 0238   |

| Rang | Name                  | Punkte |
| ---- | --------------------- | ------ |
| 22.  | Annika Sieff          | 0221   |
| 23.  | Nozomi Maruyama       | 0215   |
| 24.  | Luisa Görlich         | 0213   |
| 25.  | Yūka Setō             | 0199   |
| 26.  | Katra Komar           | 0190   |
| 27.  | Julia Kykkänen        | 0187   |
| 28.  | Juliane Seyfarth      | 0156   |
| 29.  | Karolína Indráčková   | 0145   |
| 30.  | Heidi Dyhre Traaserud | 0095   |
| 31.  | Anna Odine Strøm      | 0080   |
| 32.  | Lara Malsiner         | 0079   |
| 33.  | Agnes Reisch          | 0070   |
| 34.  | Tina Erzar            | 0057   |
| 34.  | Taja Bodlaj           | 0057   |
| 36.  | Ajda Košnjek          | 0048   |
| 37.  | Haruka Iwasa          | 0042   |
| 38.  | Nicole Maurer         | 0040   |
| 39.  | Anežka Indráčková     | 0031   |
| 40.  | Daniela Haralambie    | 0027   |
| 40.  | Annika Belshaw        | 0027   |
| 42.  | Kjersti Græsli        | 0024   |

| Rang | Name                       | Punkte |
| ---- | -------------------------- | ------ |
| 43.  | Jessica Malsiner           | 0023   |
| 44.  | Ingvild Synnøve Midtskogen | 0021   |
| 45.  | Pauline Hessler            | 0021   |
| 46.  | Liu Qi                     | 0019   |
| 47.  | Emma Chervet               | 0018   |
| 48.  | Klára Ulrichová            | 0016   |
| 49.  | Paige Jones                | 0009   |
| 50.  | Anna Twardosz              | 0008   |
| 50.  | Kurumi Ichinohe            | 0008   |
| 52.  | Sina Arnet                 | 0007   |
| 53.  | Ringo Miyajima             | 0005   |
| 53.  | Peng Qingyue               | 0005   |
| 55.  | Alvine Holz                | 0004   |
| 56.  | Jerica Jesenko             | 0003   |
| 57.  | Samantha Macuga            | 0002   |
| 58.  | Pia Lilian Kübler          | 0001   |
| 58.  | Martina Ambrosi            | 0001   |
| 58.  | Veronika Jenčová           | 0001   |

| Rang | Name        | Punkte |
| ---- | ----------- | ------ |
| 01.  | Österreich  | 3891   |
| 02.  | Slowenien   | 3442   |
| 03.  | Japan       | 2386   |
| 04.  | Norwegen    | 2280   |
| 05.  | Deutschland | 1967   |

| Rang | Name       | Punkte |
| ---- | ---------- | ------ |
| 06.  | Kanada     | 1654   |
| 07.  | Frankreich | 0931   |
| 08.  | Finnland   | 0815   |
| 09.  | Italien    | 0364   |
| 10.  | Tschechien | 0193   |

| Rang | Name                | Punkte |
| ---- | ------------------- | ------ |
| 11.  | Vereinigte Staaten  | 0088   |
| 12.  | Rumänien            | 0027   |
| 12.  | Schweiz             | 0027   |
| 14.  | Volksrepublik China | 0024   |
| 15.  | Polen               | 0018   |

### Einzelergebnisse
| Rang | Athletin                   |          |          |         |         | Two-Nights-Tour | Two-Nights-Tour |            |            |       |       |       |           |           |             |             |            |            |          | Raw Air  | Raw Air  | Raw Air  | Raw Air  | Raw Air  |                    | Punkte |
| Rang | Athletin                   | Norwegen | Norwegen | Schweiz | Schweiz | Deutschland     | Deutschland     | Osterreich | Osterreich | Japan | Japan | Japan | Slowenien | Slowenien | Deutschland | Deutschland | Osterreich | Osterreich | Finnland | Norwegen | Norwegen | Norwegen | Norwegen | Norwegen | Slowenien          | Punkte |
| ---- | -------------------------- | -------- | -------- | ------- | ------- | --------------- | --------------- | ---------- | ---------- | ----- | ----- | ----- | --------- | --------- | ----------- | ----------- | ---------- | ---------- | -------- | -------- | -------- | -------- | -------- | -------- | ------------------ | ------ |
| 1    | Nika Prevc                 | 10       | 17       | 7       | 1       | 1               | 5               | 1          | 1          | 10    | 10    | 1     | 2         | 1         | 15          | 2           | 4          | 2          | 10       | 6        | 2        | 5        | 1        | 11       | 3                  | 1454   |
| 2    | Eva Pinkelnig              | —        | —        | —       | —       | 4               | 1               | 2          | 2          | 1     | 8     | 9     | 1         | 2         | 13          | DNS         | 1          | 1          | 3        | 5        | 3        | 2        | 3        | 9        | 1                  | 1305   |
| 3    | Alexandria Loutitt         | 3        | 2        | 2       | 8       | 16              | 6               | 40         | 7          | DNSQ  | 4     | 3     | 3         | 4         | 4           | 19          | 5          | 6          | 14       | 4        | 5        | 4        | 5        | 8        | 2                  | 1030   |
| 4    | Yūki Itō                   | 1        | 7        | 6       | 7       | 13              | 8               | 4          | 5          | 5     | 1     | 2     | 4         | 5         | 8           | 3           | 10         | 9          | 4        | 14       | 22       | 15       | 12       | 5        | 8                  | 1018   |
| 5    | Jacqueline Seifriedsberger | 16       | 18       | 4       | 9       | 18              | 3               | 15         | 6          | 8     | 9     | 6     | 13        | 11        | 1           | 8           | 2          | 3          | 2        | 10       | 7        | 6        | 11       | 7        | 6                  | 935    |
| 6    | Nika Križnar               | 13       | 10       | 8       | 6       | 14              | 14              | 6          | 3          | DNSQ  | 3     | 4     | 5         | 3         | 9           | 5           | 8          | 19         | 1        | 11       | 12       | 3        | 4        | 10       | 11                 | 893    |
| 7    | Eirin Maria Kvandal        | 4        | 3        | 30      | 3       | 2               | 3               | —          | —          | 3     | 17    | 14    | —         | —         | —           | —           | —          | —          | 32       | 3        | 1        | 1        | 2        | 1        | —                  | 843    |
| 7    | Joséphine Pagnier          | 2        | 1        | 1       | 4       | 7               | 12              | 14         | 8          | 17    | 6     | 8     | 15        | 15        | 24          | 16          | 6          | 4          | 9        | 17       | 9        | 8        | 9        | 13       | 12                 | 843    |
| 9    | Sara Takanashi             | 12       | 6        | 21      | 11      | 6               | 19              | 9          | 11         | 4     | 7     | 11    | 8         | 6         | 2           | 4           | 12         | 9          | 6        | 7        | 10       | 9        | 17       | 6        | 4                  | 799    |
| 10   | Katharina Schmid           | 8        | 8        | 13      | 24      | 12              | 16              | —          | —          | 7     | 2     | 30    | 10        | 13        | 3           | 6           | 3          | 5          | 11       | 2        | 6        | 16       | 7        | 4        | 21                 | 751    |
| 11   | Silje Opseth               | NQ       | 4        | 33      | 26      | 35              | 18              | 20         | 24         | 6     | 5     | 25    | NQ        | 37        | 6           | 1           | 26         | 31         | 8        | 1        | 8        | 12       | 6        | 2        | —                  | 628    |
| 12   | Jenny Rautionaho           | 11       | 12       | 9       | 5       | 5               | 17              | 16         | 13         | 2     | 15    | 10    | 9         | 7         | 11          | 9           | 14         | 18         | 5        | 23       | 19       | 23       | 25       | 17       | 13                 | 598    |
| 13   | Ema Klinec                 | 14       | 5        | 3       | 2       | 11              | 7               | 21         | 21         | 9     | 14    | —     | —         | —         | —           | —           | 13         | 26         | 13       | 8        | 4        | 37       | 20       | 3        | 19                 | 540    |
| 14   | Thea Minyan Bjørseth       | 7        | 15       | 32      | 27      | 20              | 15              | 12         | 16         | 12    | 20    | 5     | 6         | 14        | 12          | 14          | 15         | 8          | 7        | 15       | 26       | 10       | 13       | 15       | 5                  | 508    |
| 15   | Marita Kramer              | 6        | 9        | 5       | 10      | 8               | 9               | 33         | 9          | 11    | 13    | 21    | DNSQ      | DNSQ      | 5           | 7           | 16         | 12         | 17       | 20       | 15       | 13       | 23       | —        | 10                 | 497    |
| 16   | Lisa Eder                  | 15       | 25       | 10      | 23      | 19              | 10              | 7          | 4          | 29    | 16    | 13    | 16        | 9         | 10          | 13          | 11         | 7          | 22       | 22       | 16       | 14       | 19       | 12       | 7                  | 488    |
| 17   | Abigail Strate             | 20       | 13       | 23      | 12      | 3               | 2               | 3          | 12         | DNSQ  | 12    | 7     | 7         | 8         | —           | —           | —          | —          | —        | 33       | 29       | 18       | DNS      | —        | —                  | 424    |
| 18   | Selina Freitag             | 19       | 20       | 16      | 13      | 21              | 13              | 13         | 15         | 20    | 31    | 12    | 18        | 12        | 14          | 10          | 9          | 15         | 12       | 16       | 23       | 7        | 9        | 16       | 15                 | 422    |
| 19   | Julia Mühlbacher           | 18       | 16       | 12      | 18      | 17              | NQ              | 5          | 14         | 16    | 21    | 17    | 14        | 18        | 19          | 18          | 16         | 16         | —        | 19       | 39       | 22       | 27       | —        | 14                 | 308    |
| 20   | Anna Rupprecht             | 9        | 19       | 23      | 17      | 26              | 26              | 9          | 10         | 40    | 18    | 32    | 12        | 10        | —           | —           | 7          | 11         | 34       | 21       | 40       | 24       | 31       | —        | 28                 | 269    |
| 21   | Chiara Kreuzer             | 29       | 21       | 14      | 19      | 24              | 21              | 25         | 31         | 13    | 22    | 33    | 25        | 23        | 7           | 23          | 18         | 23         | 24       | 13       | 13       | 33       | 24       | —        | 20                 | 238    |
| 22   | Annika Sieff               | 27       | 32       | 11      | 15      | NQ              | 27              | 11         | 19         | 24    | 40    | 23    | 23        | 16        | 22          | 33          | NPS        | 24         | 18       | 9        | 35       | 17       | 18       | —        | 17                 | 221    |
| 23   | Nozomi Maruyama            | 23       | 26       | 26      | 28      | NQ              | 33              | 27         | 26         | 19    | 23    | 22    | —         | —         | —           | —           | 20         | 25         | 15       | 12       | 17       | 11       | 8        | 14       | 18                 | 215    |
| 24   | Luisa Görlich              | 21       | 14       | 15      | 35      | 10              | NQ              | 18         | 22         | 15    | 32    | 29    | 26        | 21        | 15          | 12          | 21         | 28         | 16       | 36       | 21       | 29       | 21       | —        | DNS                | 213    |
| 25   | Yūka Setō                  | NQ       | 35       | 34      | 29      | 30              | 24              | 17         | 17         | 14    | 34    | 15    | 22        | 17        | 17          | 11          | 21         | 14         | 23       | 32       | 20       | 21       | 22       | —        | —                  | 199    |
| 26   | Katra Komar                | NQ       | 26       | 18      | 20      | NQ              | 34              | 8          | 23         | 22    | 25    | 18    | 11        | 19        | 26          | 22          | NQ         | 21         | 28       | NQ       | 37       | 20       | 15       | —        | 28                 | 190    |
| 27   | Julia Kykkänen             | 17       | 31       | 22      | 14      | 9               | 22              | 22         | 20         | 27    | 11    | 20    | 29        | 24        | 28          | 15          | 33         | 36         | 20       | 37       | 25       | 34       | 35       | —        | 27                 | 187    |
| 28   | Juliane Seyfarth           | —        | —        | —       | —       | 23              | 25              | 28         | 25         | 18    | 19    | 17    | 19        | 25        | 18          | 20          | 27         | 17         | 25       | 25       | 14       | 28       | 26       | —        | 24                 | 156    |
| 29   | Karolína Indráčková        | 24       | 23       | 19      | 16      | 15              | 22              | 24         | 18         | 25    | 35    | 24    | —         | —         | 21          | 17          | 34         | 34         | —        | 28       | 27       | 27       | 29       | —        | 23                 | 145    |
| 30   | Heidi Dyhre Traaserud      | NQ       | —        | —       | —       | —               | —               | NQ         | NQ         | —     | —     | —     | DSQQ      | NQ        | —           | —           | 28         | 22         | —        | 31       | 11       | 19       | 14       | —        | 9                  | 95     |
| 31   | Anna Odine Strøm           | 5        | 11       | 20      | DNSQ    | —               | —               | —          | —          | —     | —     | —     | —         | —         | —           | —           | —          | —          | —        | —        | —        | —        | —        | —        | —                  | 80     |
| 32   | Lara Malsiner              | NQ       | 36       | 29      | 22      | NQ              | 28              | 29         | 28         | 31    | 26    | 16    | 27        | 26        | 29          | 21          | 32         | 32         | 31       | 24       | 32       | 25       | 30       | —        | 26                 | 79     |
| 33   | Agnes Reisch               | —        | —        | —       | —       | DSQQ            | 11              | 23         | DNSQ       | 34    | 29    | 35    | —         | —         | —           | —           | —          | —          | —        | 38       | 24       | 26       | 16       | —        | 22                 | 70     |
| 34   | Taja Bodlaj                | 31       | NQ       | 25      | 32      | 31              | 37              | —          | —          | —     | —     | —     | 20        | 20        | 27          | 28          | 31         | NQ         | 19       | 27       | NQ       | 36       | 33       | —        | 25                 | 57     |
| 34   | Tina Erzar                 | —        | —        | —       | —       | —               | —               | NQ         | NQ         | —     | —     | —     | 17        | 22        | —           | —           | 23         | 20         | —        | —        | —        | —        | —        | —        | 16                 | 57     |
| 36   | Ajda Košnjek               | 26       | 22       | 17      | 21      | 25              | 35              | 31         | 36         | —     | —     | —     | 33        | 28        | 30          | 31          | —          | —          | 39       | —        | —        | —        | —        | —        | —                  | 48     |
| 37   | Haruka Iwasa               | —        | —        | —       | —       | —               | —               | —          | —          | 23    | 24    | 39    | —         | —         | —           | —           | —          | —          | 21       | 18       | 28       | 30       | NQ       | —        | —                  | 42     |
| 38   | Nicole Maurer              | 34       | 40       | 37      | 30      | 29              | 31              | 26         | 34         | DNSQ  | 33    | 26    | 34        | 31        | 23          | 24          | 24         | NQ         | 26       | 40       | NQ       | 31       | 32       | —        | —                  | 40     |
| 39   | Anežka Indráčková          | 25       | 24       | 27      | 33      | 22              | 31              | 30         | 27         | —     | —     | —     | —         | —         | —           | —           | —          | —          | —        | DNSQ     | —        | DNSQ     | —        | —        | —                  | 31     |
| 40   | Annika Belshaw             | —        | —        | —       | —       | NQ              | NQ              | 39         | 30         | 32    | 37    | 38    | 21        | 33        | 20          | 26          | 40         | NQ         | 33       | NQ       | DSQQ     | NQ       | NQ       | —        | —                  | 27     |
| 40   | Daniela Haralambie         | 36       | 34       | NQ      | 38      | 28              | NQ              | 19         | 29         | DNSQ  | 28    | 31    | 31        | 36        | 25          | 30          | 37         | NQ         | —        | —        | —        | —        | —        | —        | —                  | 27     |
| 42   | Kjersti Græsli             | 38       | 38       | —       | —       | —               | —               | —          | —          | —     | —     | —     | —         | —         | —           | —           | 29         | 13         | —        | 29       | NQ       | NQ       | 38       | —        | —                  | 24     |
| 43   | Jessica Malsiner           | NQ       | NQ       | NQ      | NQ      | —               | —               | 32         | 37         | 28    | NQ    | 19    | 31        | 29        | DSQ         | 27          | NQ         | NQ         | 35       | 30       | 30       | 35       | 36       | —        | —                  | 23     |
| 44   | Ingvild Synnøve Midtskogen | 22       | 33       | —       | —       | 36              | 36              | 36         | NQ         | —     | —     | —     | —         | —         | —           | —           | DNSQ       | NQ         | —        | 35       | 18       | 38       | 37       | —        | —                  | 22     |
| 45   | Pauline Hessler            | 32       | 28       | NQ      | 24      | NQ              | 20              | 34         | 32         | —     | —     | —     | —         | —         | —           | —           | —          | —          | —        | —        | —        | —        | —        | —        | —                  | 21     |
| 46   | Liu Qi                     | —        | —        | —       | —       | —               | —               | —          | —          | 21    | 30    | —     | —         | —         | —           | —           | 25         | 29         | —        | —        | —        | —        | —        | —        | —                  | 19     |
| 47   | Emma Chervet               | NQ       | NQ       | NQ      | NQ      | 33              | 29              | DSQQ       | 39         | 30    | NQ    | 27    | 24        | 27        | —           | —           | NQ         | 39         | 38       | NQ       | NQ       | NQ       | NQ       | —        | —                  | 18     |
| 48   | Klára Ulrichová            | 28       | NQ       | NQ      | 31      | —               | —               | DSQQ       | NQ         | —     | —     | —     | DNSQ      | —         | —           | —           | 19         | 30         | —        | 34       | NQ       | NQ       | 39       | —        | —                  | 16     |
| 49   | Paige Jones                | 35       | 29       | 28      | 36      | 37              | NQ              | 37         | 38         | NQ    | 27    | 36    | 38        | 38        | 32          | 32          | NQ         | 34         | 37       | NQ       | 31       | —        | —        | —        | —                  | 9      |
| 50   | Kurumi Ichinohe            | 37       | NQ       | 31      | NQ      | NQ              | 30              | NQ         | 32         | 35    | —     | 37    | —         | —         | —           | —           | —          | —          | 27       | NQ       | NQ       | NQ       | 28       | —        | —                  | 8      |
| 50   | Anna Twardosz              | 39       | NQ       | 40      | NQ      | 34              | NQ              | 38         | NQ         | 36    | NQ    | NQ    | 39        | 40        | 31          | 25          | 36         | 36         | 29       | NQ       | 38       | NQ       | NQ       | —        | —                  | 8      |
| 52   | Sina Arnet                 | 30       | 30       | 32      | 33      | 39              | 38              | NQ         | 40         | NQ    | 38    | 34    | —         | —         | —           | —           | NQ         | 33         | —        | 26       | 36       | 40       | NQ       | —        | —                  | 7      |
| 53   | Ringo Miyajima             | NQ       | NQ       | NQ      | 40      | NQ              | 40              | NQ         | NQ         | 26    | NQ    | NQ    | —         | —         | —           | —           | —          | —          | —        | —        | —        | —        | —        | —        | —                  | 5      |
| 53   | Peng Qingyue               | —        | —        | —       | —       | —               | —               | —          | —          | 39    | NQ    | —     | —         | —         | —           | —           | 30         | 27         | —        | —        | —        | —        | —        | —        | —                  | 5      |
| 55   | Alvine Holz                | —        | —        | —       | —       | 27              | NQ              | —          | —          | —     | —     | —     | —         | —         | —           | —           | NQ         | NQ         | —        | —        | —        | —        | —        | —        | —                  | 4      |
| 56   | Jerica Jesenko             | —        | —        | —       | —       | —               | —               | —          | —          | —     | —     | —     | 28        | 32        | —           | —           | —          | —          | —        | —        | —        | —        | —        | —        | —                  | 3      |
| 56   | Samantha Macuga            | NQ       | NQ       | NQ      | NQ      | NQ              | NQ              | NQ         | NQ         | NQ    | NQ    | 40    | NQ        | 39        | 33          | 29          | —          | —          | —        | NQ       | NQ       | NQ       | NQ       | —        | —                  | 2      |
| 58   | Martina Ambrosi            | —        | —        | —       | —       | —               | —               | —          | —          | —     | —     | —     | 35        | 30        | —           | —           | NQ         | NQ         | —        | —        | —        | —        | —        | —        | —                  | 1      |
| 58   | Veronika Jenčová           | NQ       | NQ       | —       | —       | —               | —               | NQ         | NQ         | —     | —     | —     | 30        | NQ        | —           | —           | NQ         | NQ         | —        | NQ       | DSQQ     | NQ       | NQ       | —        | —                  | 1      |
| 58   | Pia Lilian Kübler          | NQ       | NQ       | NQ      | NQ      | 32              | 39              | —          | —          | —     | —     | —     | —         | —         | —           | —           | —          | —          | 30       | —        | —        | —        | —        | —        | —                  | 1      |
|      |                            |          |          |         |         |                 |                 |            |            |       |       |       |           |           |             |             |            |            |          |          |          |          |          |          |                    |        |
| —    | Wang Liangyao              | —        | —        | —       | —       | —               | —               | —          | —          | NQ    | NQ    | —     | —         | —         | —           | —           | NQ         | DSQ        | —        | —        | —        | —        | —        | —        | —                  | —      |
| —    | Zhou Shiyu                 | —        | —        | —       | —       | —               | —               | —          | —          | NQ    | NQ    | —     | —         | —         | —           | —           | —          | —          | —        | —        | —        | —        | —        | —        | —                  | —      |
| —    | Li Xueyao                  | —        | —        | —       | —       | —               | —               | —          | —          | NQ    | NQ    | —     | —         | —         | —           | —           | NQ         | NQ         | —        | —        | —        | —        | —        | —        | —                  | —      |
| —    | Weng Yangning              | —        | —        | —       | —       | —               | —               | —          | —          | NQ    | NQ    | —     | —         | —         | —           | —           | 38         | NQ         | —        | —        | —        | —        | —        | —        | —                  | —      |
| —    | Joanna Eberle              | —        | —        | —       | —       | —               | NQ              | —          | —          | —     | —     | —     | —         | —         | —           | —           | —          | —          | —        | —        | —        | —        | —        | —        | —                  | —      |
| —    | Sina Kiechle               | —        | —        | —       | —       | —               | NQ              | —          | —          | —     | —     | —     | —         | —         | —           | —           | —          | —          | —        | —        | —        | —        | —        | —        | —                  | —      |
| —    | Josephin Laue              | —        | —        | —       | —       | —               | NQ              | —          | —          | —     | —     | —     | —         | —         | —           | —           | —          | —          | —        | —        | —        | —        | —        | —        | —                  | —      |
| —    | Lilou Zepchi               | —        | —        | —       | —       | —               | —               | —          | —          | —     | —     | —     | —         | —         | —           | —           | NQ         | 40         | —        | —        | —        | —        | —        | —        | —                  | —      |
| —    | Martina Zanitzer           | —        | —        | —       | —       | —               | —               | —          | —          | —     | —     | —     | —         | —         | —           | —           | NQ         | NQ         | —        | —        | —        | —        | —        | —        | —                  | —      |
| —    | Saiko Fujimoto             | —        | —        | —       | —       | —               | —               | —          | —          | —     | —     | NQ    | —         | —         | —           | —           | —          | —          | —        | —        | —        | —        | —        | —        | —                  | —      |
| —    | Ayaka Igarashi             | —        | —        | —       | —       | —               | —               | —          | —          | NQ    | —     | NQ    | —         | —         | —           | —           | —          | —          | —        | —        | —        | —        | —        | —        | —                  | —      |
| —    | Riko Iwasaki               | —        | —        | —       | —       | —               | —               | —          | —          | 38    | —     | NQ    | —         | —         | —           | —           | —          | —          | —        | —        | —        | —        | —        | —        | —                  | —      |
| —    | Yuka Kobayashi             | —        | —        | —       | —       | —               | —               | —          | —          | NQ    | —     | NQ    | —         | —         | —           | —           | —          | —          | —        | —        | —        | —        | —        | —        | —                  | —      |
| —    | Riko Sakurai               | —        | —        | —       | —       | —               | —               | —          | —          | NQ    | —     | NQ    | —         | —         | —           | —           | —          | —          | —        | —        | —        | —        | —        | —        | —                  | —      |
| —    | Yuzuki Sato                | —        | —        | —       | —       | —               | —               | —          | —          | 37    | —     | —     | —         | —         | —           | —           | —          | —          | —        | —        | —        | —        | —        | —        | —                  | —      |
| —    | Natalie Eilers             | NPS      | 37       | NQ      | 39      | NQ              | NQ              | NQ         | NQ         | —     | —     | —     | —         | —         | —           | —           | —          | —          | —        | —        | —        | —        | —        | —        | —                  | —      |
| —    | Sophie Sorschag            | 33       | NQ       | 38      | NQ      | DSQ             | NQ              | NQ         | NQ         | NQ    | NQ    | —     | —         | —         | —           | —           | —          | —          | —        | —        | —        | —        | —        | —        | —                  | —      |
| —    | Nora Midtsundstad          | NQ       | NQ       | —       | —       | —               | —               | NQ         | NQ         | —     | —     | —     | —         | —         | —           | —           | —          | —          | —        | —        | —        | —        | —        | —        | —                  | —      |
| —    | Mathilde Årva Selbekk      | NQ       | NQ       | —       | —       | —               | —               | —          | —          | —     | —     | —     | —         | —         | —           | —           | —          | —          | —        | —        | —        | —        | —        | —        | —                  | —      |
| —    | Katharina Ellmauer         | —        | —        | —       | —       | —               | —               | 35         | 35         | —     | —     | —     | —         | —         | —           | —           | —          | —          | —        | —        | —        | —        | —        | —        | —                  | —      |
| —    | Meghann Wadsak             | —        | —        | —       | —       | —               | —               | NQ         | NQ         | —     | —     | —     | —         | —         | —           | —           | —          | —          | —        | —        | —        | —        | —        | —        | —                  | —      |
| —    | Hannah Wiegele             | NQ       | 39       | 36      | 37      | —               | —               | NQ         | NQ         | —     | —     | —     | —         | —         | —           | —           | —          | —          | 36       | —        | —        | —        | —        | —        | —                  | —      |
| —    | Pola Bełtowska             | NQ       | NQ       | NQ      | NQ      | 38              | NQ              | NQ         | NQ         | —     | —     | —     | 40        | NQ        | —           | —           | NQ         | 38         | 40       | NQ       | NQ       | NQ       | NQ       | —        | —                  | —      |
| —    | Natalia Słowik             | NQ       | NQ       | NQ      | NQ      | NQ              | NQ              | NQ         | NQ         | NQ    | NQ    | NQ    | —         | —         | —           | —           | NQ         | NQ         | —        | —        | —        | —        | —        | —        | —                  | —      |
| —    | Nicole Konderla            | —        | —        | —       | —       | —               | —               | —          | —          | —     | —     | —     | —         | —         | —           | —           | 35         | NQ         | NQ       | DNSQ     | —        | —        | —        | —        | —                  | —      |
| —    | Delia Anamaria Folea       | —        | —        | —       | —       | —               | —               | NQ         | NQ         | DNSQ  | NQ    | NQ    | NQ        | NQ        | —           | —           | —          | —          | —        | —        | —        | —        | —        | —        | —                  | —      |
| —    | Alessia Mîțu-Coșca         | NQ       | NQ       | NQ      | NQ      | —               | —               | —          | —          | —     | —     | —     | NQ        | NQ        | —           | —           | —          | —          | —        | —        | —        | —        | —        | —        | —                  | —      |
| —    | Rea Kindlimann             | —        | —        | NQ      | NQ      | —               | —               | —          | —          | —     | —     | —     | —         | —         | —           | —           | —          | —          | —        | —        | —        | —        | —        | —        | —                  | —      |
| —    | Emely Torazza              | —        | —        | 39      | NQ      | NQ              | NQ              | —          | —          | 33    | 36    | NQ    | —         | —         | —           | —           | NQ         | NQ         | —        | 39       | 33       | 32       | 34       | —        | —                  | —      |
| —    | Tamara Mesíková            | —        | —        | NQ      | NQ      | NQ              | NQ              | NQ         | NQ         | —     | —     | —     | —         | —         | —           | —           | NQ         | NQ         | —        | NQ       | NQ       | NQ       | DNSQ     | —        | —                  | —      |
| —    | Živa Andric                | —        | —        | —       | —       | —               | —               | —          | —          | —     | —     | —     | 37        | 34        | —           | —           | —          | —          | —        | —        | —        | —        | —        | —        | —                  | —      |
| —    | Nika Krašovic              | —        | —        | —       | —       | —               | —               | —          | —          | —     | —     | —     | NQ        | NQ        | —           | —           | —          | —          | —        | —        | —        | —        | —        | —        | —                  | —      |
| —    | Lara Logar                 | —        | —        | —       | —       | —               | —               | —          | —          | —     | —     | —     | NQ        | NQ        | —           | —           | —          | —          | —        | —        | —        | —        | —        | —        | —                  | —      |
| —    | Urša Vidmar                | —        | —        | —       | —       | —               | —               | —          | —          | —     | —     | —     | 36        | 35        | —           | —           | —          | —          | —        | —        | —        | —        | —        | —        | —                  | —      |
| —    | Nejka Repinc Zupančič      | —        | —        | —       | —       | —               | —               | —          | —          | —     | —     | —     | NQ        | NQ        | —           | —           | —          | —          | —        | —        | —        | —        | —        | —        | —                  | —      |
| —    | Estella Hassrick           | —        | —        | —       | —       | —               | —               | —          | —          | —     | —     | —     | —         | —         | —           | —           | NQ         | NQ         | —        | —        | —        | —        | —        | —        | —                  | —      |
| —    | Josie Johnson              | NQ       | NQ       | —       | —       | —               | —               | —          | —          | NQ    | 39    | —     | —         | —         | —           | —           | 39         | NQ         | —        | NQ       | 34       | 39       | NQ       | —        | —                  | —      |
| —    | Sandra Sproch              | —        | —        | —       | —       | —               | —               | —          | —          | —     | —     | —     | —         | —         | —           | —           | NQ         | NQ         | —        | —        | —        | —        | —        | —        | —                  | —      |
| Rang | Athletin                   | Norwegen | Norwegen | Schweiz | Schweiz | Deutschland     | Deutschland     | Osterreich | Osterreich | Japan | Japan | Japan | Slowenien | Slowenien | Deutschland | Deutschland | Osterreich | Osterreich | Finnland | Norwegen | Norwegen | Norwegen | Norwegen | Norwegen | Srednja skakalnica | Punkte |
| Rang | Athletin                   |          |          |         |         | Two-Nights-Tour | Two-Nights-Tour |            |            |       |       |       |           |           |             |             |            |            |          | Raw Air  | Raw Air  | Raw Air  | Raw Air  | Raw Air  |                    | Punkte |

Legende
| Farbe | Farbe | Farbe | Bedeutung                                                     |
| ----- | ----- | ----- | ------------------------------------------------------------- |
| 1     | 2     | 3     | Erster / Zweiter / Dritter                                    |
| XX    | XX    | XX    | Platz 4 bis 30 – Weltcuppunkte                                |
| XX    | XX    | XX    | Platz 31 bis 50 – keine Weltcuppunkte                         |
| —     | —     | —     | Nicht teilgenommen                                            |
| DNS   | DNS   | DNS   | Nicht gestartet                                               |
| DSQ   | DSQ   | DSQ   | Disqualifiziert im Wettbewerb                                 |
| NPS   | NPS   | NPS   | Keine Starterlaubnis im Wettkampf                             |
| NQ    | NQ    | NQ    | Nicht qualifiziert                                            |
| DSQQ  | DSQQ  | DSQQ  | Disqualifiziert in der Qualifikation; Nicht qualifiziert      |
| NPSQ  | NPSQ  | NPSQ  | Keine Starterlaubnis in der Qualifikation; Nicht qualifiziert |
| DNSQ  | DNSQ  | DNSQ  | Nicht in der Qualifikation gestartet; Nicht qualifiziert      |

| Punkteverteilung | Punkteverteilung | Punkteverteilung | Punkteverteilung | Punkteverteilung | Punkteverteilung | Punkteverteilung | Punkteverteilung | Punkteverteilung | Punkteverteilung | Punkteverteilung | Punkteverteilung | Punkteverteilung | Punkteverteilung | Punkteverteilung | Punkteverteilung | Punkteverteilung | Punkteverteilung | Punkteverteilung | Punkteverteilung | Punkteverteilung | Punkteverteilung | Punkteverteilung | Punkteverteilung | Punkteverteilung | Punkteverteilung | Punkteverteilung | Punkteverteilung | Punkteverteilung | Punkteverteilung | Punkteverteilung |
| ---------------- | ---------------- | ---------------- | ---------------- | ---------------- | ---------------- | ---------------- | ---------------- | ---------------- | ---------------- | ---------------- | ---------------- | ---------------- | ---------------- | ---------------- | ---------------- | ---------------- | ---------------- | ---------------- | ---------------- | ---------------- | ---------------- | ---------------- | ---------------- | ---------------- | ---------------- | ---------------- | ---------------- | ---------------- | ---------------- | ---------------- |
| Platz            | 1                | 2                | 3                | 4                | 5                | 6                | 7                | 8                | 9                | 10               | 11               | 12               | 13               | 14               | 15               | 16               | 17               | 18               | 19               | 20               | 21               | 22               | 23               | 24               | 25               | 26               | 27               | 28               | 29               | 30               |
| Punkte           | 100              | 80               | 60               | 50               | 45               | 40               | 36               | 32               | 29               | 26               | 24               | 22               | 20               | 18               | 16               | 15               | 14               | 13               | 12               | 11               | 10               | 9                | 8                | 7                | 6                | 5                | 4                | 3                | 2                | 1                |

### Karriereende
Vor der Saison:
- Daniela Iraschko-Stolz

Während der Saison:
- Maren Lundby
- Sophie Sorschag[19]

Nach der Saison:
- Julia Clair[20]
- Katharina Ellmauer[21]

## Kader

### Herren
Vor der Saison gab die FIS bekannt, dass die Startplatz-Verteilung geändert wird. Die Anzahl der maximalen Startplätze pro Nation wurde von sechs auf fünf heruntergesetzt, wobei weiterhin ein zusätzlicher (nun sechster) Startplatz über den Continental Cup ersprungen werden kann. Durch die Regeländerung soll laut FIS die Nationenvielfalt gefördert werden.

#### Deutschland
Der DSV gab am 10. Mai 2023 die Kadereinteilung für die Saison 2023/24 bekannt.
| Name                |
| ------------------- |
| Markus Eisenbichler |
| Karl Geiger         |
| Felix Hoffmann      |
| Justin Lisso 3      |
| Philipp Raimund     |
| Constantin Schmid   |
| Andreas Wellinger   |

| Name              |
| ----------------- |
| Ben Bayer         |
| Finn Braun        |
| Eric Fuchs        |
| Luca Geyer        |
| Martin Hamann     |
| Stephan Leyhe     |
| Pius Paschke      |
| Luca Roth         |
| Emanuel Schmid    |
| Sebastian Schwarz |
| Simon Spiewok     |
| Simon Steinbeißer |

| Name          |
| ------------- |
| Lasse Deimel  |
| Julian Fussi  |
| Jannik Faisst |
| Janne Holz    |
| Otto Maus     |
| Alex Reiter   |
| Adrian Tittel |

| Name                 |
| -------------------- |
| Jannik Bach          |
| Florian Fechner      |
| Jan Ole Fetzer       |
| Keno Georgi          |
| Julian Hillmer       |
| Arne Holz            |
| Elias Holzer         |
| Amadeus Horngacher   |
| Yann Kullmann        |
| Lars Morlock         |
| Nando Riemann        |
| Janne Schmelzle      |
| Aaron Siegel         |
| Hugo Weigl           |
| Julian Weschenfelder |
| Louis Wölfle         |

- Cheftrainer: Stefan Horngacher, Co-Trainer: Andreas Mitter, Michal Doležal und Paul Winter
- Trainer Lehrgangsgruppe Ib: Ronny Hornschuh, Co-Trainer: Peter Rohwein, Jens Deimel
- Trainer Lehrgangsgruppe IIa: Andreas Wank und Christian Leitner
- Trainer Lehrgangsgruppe IIb: Martin Schmitt
- Stützpunkt-Trainer: Christian Winkler, Tino Haase

#### Österreich
Der Nationalkader Österreichs wurde Anfang Mai 2023 bekanntgegeben.
| Name              |
| ----------------- |
| Manuel Fettner    |
| Michael Hayböck   |
| Jan Hörl          |
| Daniel Huber      |
| Stefan Kraft      |
| Daniel Tschofenig |

| Name                 |
| -------------------- |
| Clemens Aigner       |
| Philipp Aschenwald 4 |
| Clemens Leitner      |
| Maximilian Steiner 5 |

| Name               |
| ------------------ |
| Niklas Bachlinger  |
| Stephan Embacher   |
| Andre Fussenegger  |
| Hannes Landerer    |
| Markus Müller      |
| Louis Obersteiner  |
| Maximilian Ortner  |
| Johannes Pölz      |
| Jonas Schuster     |
| Julijan Smid       |
| Marco Wörgötter    |
| Raffael Zimmermann |

| Name              |
| ----------------- |
| Jonas Gruber      |
| Lukas Haagen      |
| Fabian Held       |
| Nikolaus Humml    |
| Tobias Hussl      |
| Jakob Steinberger |
| Simon Steinberger |
| Clemens Vinatzer  |
| Matthias Wieser   |

- Cheftrainer: Andreas Widhoelzl

#### Schweiz
Der Schweizer Nationalkader wurde im April 2023 bekanntgegeben. Nach dem Rücktritt von Ronny Hornschuh als Cheftrainer übernimmt Rune Velta das Amt.
| Name               |
| ------------------ |
| Gregor Deschwanden |

| Name          |
| ------------- |
| Simon Ammann  |
| Dominik Peter |

| Name             |
| ---------------- |
| Sandro Hauswirth |
| Remo Imhof       |
| Juri Kesseli     |
| Killian Peier    |
| Felix Trunz      |
| Yanick Wasser    |

| Name              |
| ----------------- |
| Lean Niederberger |

- Cheftrainer: Rune Velta, Co-Trainer: Martin Künzle

#### Bulgarien
Der bulgarische Skiverband gab seinen Kader ohne Veränderungen zum Vorjahr bekannt, jedoch traten während der Sommersaison auch Athleten ohne Kaderstatus an.
| Name               |
| ------------------ |
| Wladimir Sografski |

| Name           |
| -------------- |
| Simeon Nikolow |
| Alek Feschew   |

#### Estland
Der Este Artti Aigro trainiert nicht mehr wie zuvor mit der finnischen Nationalmannschaft, sondern mit der norwegischen Nationalmannschaft. Kevin Maltsev hingegen bleibt in Estland und trainiert mitunter mit der tschechischen Nationalmannschaft.

#### Finnland
Der Skisprung-A-Kader Finnlands wurde Anfang Juni 2023 bekanntgegeben. Neuer Cheftrainer ist Lauri Hakola. Mitte Juli folgte die Bekanntgabe des B-Kaders und der Jugendmannschaft.
| Name            |
| --------------- |
| Antti Aalto     |
| Niko Kytösaho   |
| Eetu Nousiainen |
| Vilho Palosaari |
| Kasperi Valto   |

| Name            |
| --------------- |
| Mico Ahonen     |
| Kalle Heikkinen |
| Henri Kavilo    |
| Jarkko Määttä   |
| Arttu Pohjola   |

| Name            |
| --------------- |
| Tuomas Kinnunen |
| Tomas Kuisma    |
| Tuomas Meis     |
| Riku Vartiainen |

- Cheftrainer: Lauri Hakola

#### Frankreich
Der Nationalkader Frankreichs wurde im Mai 2023 bekanntgegeben. Neuer Cheftrainer ist Nicolas Dessum.
| Name             |
| ---------------- |
| Alessandro Batby |
| Jules Chervet    |
| Valentin Foubert |
| Enzo Milesi 6    |

| Name             |
| ---------------- |
| Julien Gay       |
| Faustin Moureaux |
| Ari Repellin     |

- Cheftrainer: Nicolas Dessum

#### Italien
Der italienische Skiverband gab Ende Mai 2023 seine Kadereinteilung bekannt. Dabei bilden Giovanni Bresadola und Alex Insam den A-Kader.
| Name               |
| ------------------ |
| Giovanni Bresadola |
| Alex Insam         |

| Name            |
| --------------- |
| Francesco Cecon |

| Name              |
| ----------------- |
| Andrea Campregher |

| Name                 |
| -------------------- |
| Maximilian Gartner   |
| Martino Zambenedetti |

- Cheftrainer: Jakub Jiroutek, Co-Trainer: Michael Lunardi
- Trainer Continental Cup: Sandro Sambugaro
- Trainer Jugend: Giancarlo Adami, Romed Moroder

#### Japan
Die japanischen Kadern wurden im Juli bekannt gegeben. Yukiya Satō fehlt in den Kadern.
| Name            |
| --------------- |
| Ryōyū Kobayashi |

| Name               |
| ------------------ |
| Junshirō Kobayashi |
| Naoki Nakamura     |
| Ren Nikaidō        |
| Keiichi Satō       |
| Taku Takeuchi      |

| Name             |
| ---------------- |
| Takuma Mikami    |
| Masaki Nakamura  |
| Rentaro Nishida  |
| Haruto Nishikata |
| Riku Nishizawa   |
| Asahi Sakano     |
| Seigo Sasaki     |
| Ritsuta Sugiyama |

- Cheftrainer: Kento Sakuyama

#### Kanada
Als kanadisches Skisprungteam sind Mackenzie Boyd-Clowes und Matthew Soukup, der letzte Saison allerdings pausierte, eingetragen. Kurz vor Beginn der Saison gab Boyd-Clowes jedoch bekannt, dass er die Saison pausieren wird.

#### Norwegen
Der norwegische Kader der Damen und Herren wurde im Mai 2023 bekannt gegeben. Robert Johansson erhielt aufgrund seiner Rückenprobleme und der daraus resultierenden Formschwäche keinen Platz in der Mannschaft.
| Name                      |
| ------------------------- |
| Johann André Forfang      |
| Halvor Egner Granerud     |
| Bendik Jakobsen Heggli    |
| Marius Lindvik            |
| Kristoffer Eriksen Sundal |
| Daniel-André Tande        |

- Cheftrainer: Alexander Stöckl

#### Polen
Der Nationalkader Polens wurde Mitte Mai 2023 bekanntgegeben. Cheftrainer bleibt der Österreicher Thomas Thurnbichler.
| Name                 |
| -------------------- |
| Kacper Juroszek      |
| Dawid Kubacki        |
| Kamil Stoch          |
| Pawel Wasek          |
| Aleksander Zniszczoł |
| Piotr Żyła           |

| Name            |
| --------------- |
| Jan Habdas      |
| Klemens Murańka |
| Adam Niżnik     |
| Tomasz Pilch    |
| Andrzej Stękała |
| Jakub Wolny     |

| Name           |
| -------------- |
| Szymon Joiko   |
| Maciej Kot     |
| Jarosław Krzak |

- Cheftrainer: Thomas Thurnbichler, Assistenten: Marc Nölke, Krzysztof Miętus, Mathias Hafele
- Trainer B-Mannschaft: David Jiroutek, Co-Trainer: Radek Židek
- Stützpunkttrainer: Krzysztof Biegun, Wojciech Topór, Zbigniew Klimowski

#### Slowenien
Mitte Mai 2023 gab der slowenische Skiverband seine Kadereinteilung für die neue Saison bekannt. Neu im A-Kader dabei ist Žak Mogel.
| Name         |
| ------------ |
| Žiga Jelar   |
| Lovro Kos    |
| Anže Lanišek |
| Žak Mogel    |
| Domen Prevc  |
| Peter Prevc  |
| Timi Zajc    |

| Name             |
| ---------------- |
| Maksim Bartolj   |
| Jan Bombek       |
| Mark Hafnar      |
| Rok Oblak        |
| Jernej Presečnik |
| Patrik Vitez     |
| Matija Vidic     |

| Name           |
| -------------- |
| Jaka Drinovec  |
| Taj Ekart      |
| Enej Faletič   |
| Rok Masle      |
| Luka Filip     |
| Anej Razpotnik |

- Cheftrainer: Robert Hrgota, Co-Trainer: Gašper Vodan
- Trainer B-Kader: Igor Medved

#### USA
Der Kader der USA wurde Mitte Mai 2023 bekanntgegeben.
| Name          |
| ------------- |
| Erik Belshaw  |
| Decker Dean   |
| Casey Larson  |
| Andrew Urlaub |

| Name          |
| ------------- |
| Jason Colby   |
| Tate Frantz   |
| Maxim Glyvka  |
| Isak Nichols  |
| Arthur Tirone |

- Cheftrainer:Tore Sneli

### Damen

#### Deutschland
Der DSV gab am 10. Mai 2023 die Kadereinteilung für die Saison 2023/24 bekannt.
| Name             |
| ---------------- |
| Selina Freitag   |
| Luisa Görlich    |
| Pauline Heßler   |
| Anna Rupprecht   |
| Katharina Schmid |

| Name              |
| ----------------- |
| Ronja Drax        |
| Pia Lilian Kübler |
| Josephin Laue     |
| Agnes Reisch      |
| Juliane Seyfarth  |

| Name                  |
| --------------------- |
| Lia Böhme             |
| Joanna Eberle         |
| Sina Kiechle          |
| Julina Kreibich       |
| Klara Lebelt          |
| Anna-Fay Scharfenberg |

| Name                   |
| ---------------------- |
| Anna Deufel            |
| Kim Amy Duschek        |
| Nadine Färber          |
| Lara Sophie Legenmajer |
| Megi Lou Schmidt       |
| Emily Teubner          |
| Lotta Wilfert          |

- Cheftrainer: Thomas Juffinger
- Trainer Lehrgangsgruppe Ib: Maximilian Echsler
- Trainer Lehrgangsgruppe IIa: André Pschera

#### Österreich
| Name                       |
| -------------------------- |
| Lisa Eder                  |
| Marita Kramer              |
| Chiara Kreuzer             |
| Julia Mühlbacher           |
| Eva Pinkelnig              |
| Jacqueline Seifriedsberger |

| Name               |
| ------------------ |
| Katharina Ellmauer |
| Hannah Wiegele     |

| Name               |
| ------------------ |
| Vanessa Moharitsch |

| Name             |
| ---------------- |
| Sophie Kothbauer |
| Sara Pokorny     |
| Sahra Schuller   |
| Meghann Wadsak   |

- Cheftrainer: Bernhard Metzler

#### Schweiz
Im Schweizer B-Kader gab es keine Veränderungen. Rea Kindlimann ist aus dem C-Kader zurück zum Regionalverband gewechselt.
| Name          |
| ------------- |
| Sina Arnet    |
| Emely Torazza |

- Cheftrainer: Roger Kamber

#### Bulgarien
Der bulgarische Kader wurde im Vergleich zum Vorjahr leicht verändert, Iwa Karadimowa ersetzt Nikol Najdenowa.
| Name               |
| ------------------ |
| Boschidara Bakowa  |
| Wessela Karadimowa |
| Iwa Karadimowa     |

#### Finnland
Der finnische A-Kader der Frauen besteht in der neuen Saison aus zwei Athletinnen.
| Name             |
| ---------------- |
| Julia Kykkänen   |
| Jenny Rautionaho |

#### Frankreich
Der Nationalkader Frankreichs wurde im Mai 2023 bekanntgegeben.
| Name              |
| ----------------- |
| Julia Clair 7     |
| Joséphine Pagnier |

| Name                |
| ------------------- |
| Emma Chervet        |
| Lilou Zepchi-Ducrot |

- Cheftrainer: Damien Maitre

#### Italien
Der italienische Skiverband gab Ende Mai 2023 seine Kadereinteilung bekannt. Annika Sieff wechselt von der Nordischen Kombination zu den Spezialspringerinnen.
| Name             |
| ---------------- |
| Jessica Malsiner |
| Lara Malsiner    |
| Annika Sieff     |

| Name             |
| ---------------- |
| Noelina Vuerich  |
| Martina Zanitzer |

| Name            |
| --------------- |
| Martina Ambrosi |

| Name          |
| ------------- |
| Erika Pinzani |

- Cheftrainer: Sebastian Colloredo
- Trainer Jugend: Giancarlo Adami, Romed Moroder

#### Japan
Der japanische Skiverband gab im Juli 2023 seine Kadereinteilung bekannt.
| Name     |
| -------- |
| Yūki Itō |

| Name            |
| --------------- |
| Kurumi Ichinohe |
| Nozomi Maruyama |
| Ringo Miyajima  |
| Nagomi Nakayama |
| Yuzuki Sato     |
| Yūka Setō       |
| Sara Takanashi  |

| Name            |
| --------------- |
| Sasko Fujimoto  |
| Kohaku Hinomori |
| Hana Sakurai    |
| Riko Sakurai    |
| Chiho Takeuchi  |

- Cheftrainer: Tomoharu Yokokawa

#### Norwegen
| Name                       |
| -------------------------- |
| Thea Minyan Bjørseth       |
| Kjersti Græsli             |
| Eirin Maria Kvandal        |
| Maren Lundby               |
| Ingvild Synnøve Midtskogen |
| Silje Opseth               |
| Anna Odine Strøm           |

#### Polen
Ende Mai gab der polnische Skiverband den Österreicher Harald Rodlauer als neuen Cheftrainer der polnischen Skispringerinnen bekannt.
| Name            |
| --------------- |
| Nicole Konderla |

| Name              |
| ----------------- |
| Paulina Cieślar   |
| Wiktoria Przybyła |
| Anna Twardosz     |

- Cheftrainer: Harald Rodlauer, Co-Trainer: Stefan Hula

#### Slowenien
Mitte Mai 2023 gab der slowenische Skiverband seine Kadereinteilung für die neue Saison bekannt. Urša Bogataj befindet sich in einer Babypause. Nika Prevc, Taja Bodlaj und Ajda Košnjek befinden sich noch im Übergang vom Junioren- zum Seniorenbereich.
| Name         |
| ------------ |
| Ema Klinec   |
| Katra Komar  |
| Nika Križnar |
| Maja Vtič    |
| Taja Bodlaj  |
| Ajda Košnjek |
| Nika Prevc   |

| Name              |
| ----------------- |
| Živa Andrič       |
| Tina Erzar        |
| Jerica Jesenko    |
| Lucija Jurgec     |
| Tinkara Komar     |
| Maja Kovačič      |
| Nika Krašovic     |
| Katarina Pirnovar |

- Cheftrainer: Zoran Zupančič

#### USA
Der Kader der USA wurde Mitte Mai bekanntgegeben. Trevor Edlund löst Anders Johnson als Trainer ab.
| Name            |
| --------------- |
| Annika Belshaw  |
| Anna Hoffmann   |
| Josie Johnson   |
| Paige Jones     |
| Samantha Macuga |

| Name             |
| ---------------- |
| Rachael Haerter  |
| Estella Hassrick |
| Sandra Sproch    |
| Adeline Swanson  |

- Cheftrainer: Trevor Edlund